# Ronald Reagan
« Reagan » redirige ici. Pour les autres significations, voir Reagan (homonymie) et Ronald Reagan (homonymie).
Cet article possède un paronyme, voir Donald Regan.
Ronald Wilson Reagan (/ˈɹɑnəld ˈɹeɪɡən/), né le 6 février 1911 à Tampico (Illinois) et mort le 5 juin 2004 à Los Angeles (Californie), est un acteur et homme d'État américain. Membre du Parti républicain, il est le 40e président des États-Unis, en fonction du 20 janvier 1981 au 20 janvier 1989.
Élevé à Dixon dans l'Illinois, Ronald Reagan est titulaire d'une licence en économie et en sociologie. Il déménage dans l'Iowa pour travailler en tant qu'animateur de radio, puis à Los Angeles, où il commence une carrière d'acteur au cinéma puis à la télévision. Knute Rockne, All American (1940), Crimes sans châtiment (1942) et Bedtime for Bonzo (1951) figurent parmi ses films les plus notables.
Président de la Screen Actors Guild avant de devenir porte-parole pour General Electric, il entre en politique d'abord au Parti démocrate, puis s'oriente vers la droite à la fin des années 1950 et rallie le Parti républicain en 1962. Après un discours enthousiaste en faveur de Barry Goldwater en vue de l'élection présidentielle de 1964, il est gouverneur de Californie de 1967 à 1975. Il tente d'obtenir la nomination républicaine pour les élections présidentielles de 1968 contre Richard Nixon puis de 1976 contre Gerald Ford ; il est finalement désigné en 1980 et remporte l'élection face au président sortant, le démocrate Jimmy Carter.
En tant que chef de l'État, Ronald Reagan met en place une politique de l'offre (surnommée Reaganomics), qui repose essentiellement sur un contrôle de la monnaie, visant à réduire l'inflation, ainsi que sur une réduction des dépenses fédérales non liées à la défense. Au début de son mandat, il est touché par balle lors d'une tentative d'assassinat, subit la crise américaine de 1982, adopte une ligne dure face aux syndicats, ordonne l'Invasion de la Grenade, fait face aux attentats de Beyrouth du 23 octobre 1983 et doit répondre à l'abattage du vol Korean Air Lines 007 par un chasseur soviétique. Il est réélu à une écrasante majorité en 1984, remportant 49 des 50 États.
Son second mandat est marqué par les affaires étrangères, avec notamment la fin de la guerre froide, le bombardement de la Libye en 1986 et la révélation de l'affaire Iran-Contra. Décrivant l'Union soviétique comme un « Empire du mal », il soutient les mouvements anticommunistes dans le monde et renonce à la politique de détente en augmentant massivement les dépenses militaires et en relançant une course aux armements avec l'URSS. Il négocie néanmoins avec le dirigeant soviétique Mikhaïl Gorbatchev pour réduire les arsenaux nucléaires par l'intermédiaire du traité INF. Sur le plan intérieur, il offre une amnistie à près de trois millions d'immigrés clandestins et rend obligatoire la prise en charge d'urgence de tous les patients par les hôpitaux percevant des aides au titre de Medicare.
Après l'élection présidentielle de 1988, qui est remportée par son vice-président, George H. W. Bush, il se retire de la vie publique. Il révèle en 1994 qu'il est atteint de la maladie d'Alzheimer et meurt dix ans plus tard, à l'âge de 93 ans. Crédité de la renaissance idéologique de la droite américaine, il donne notamment son nom à l'aéroport national Ronald-Reagan près de Washington, D.C., et au porte-avions USS Ronald Reagan.

## Situation personnelle

### Origines et jeunesse

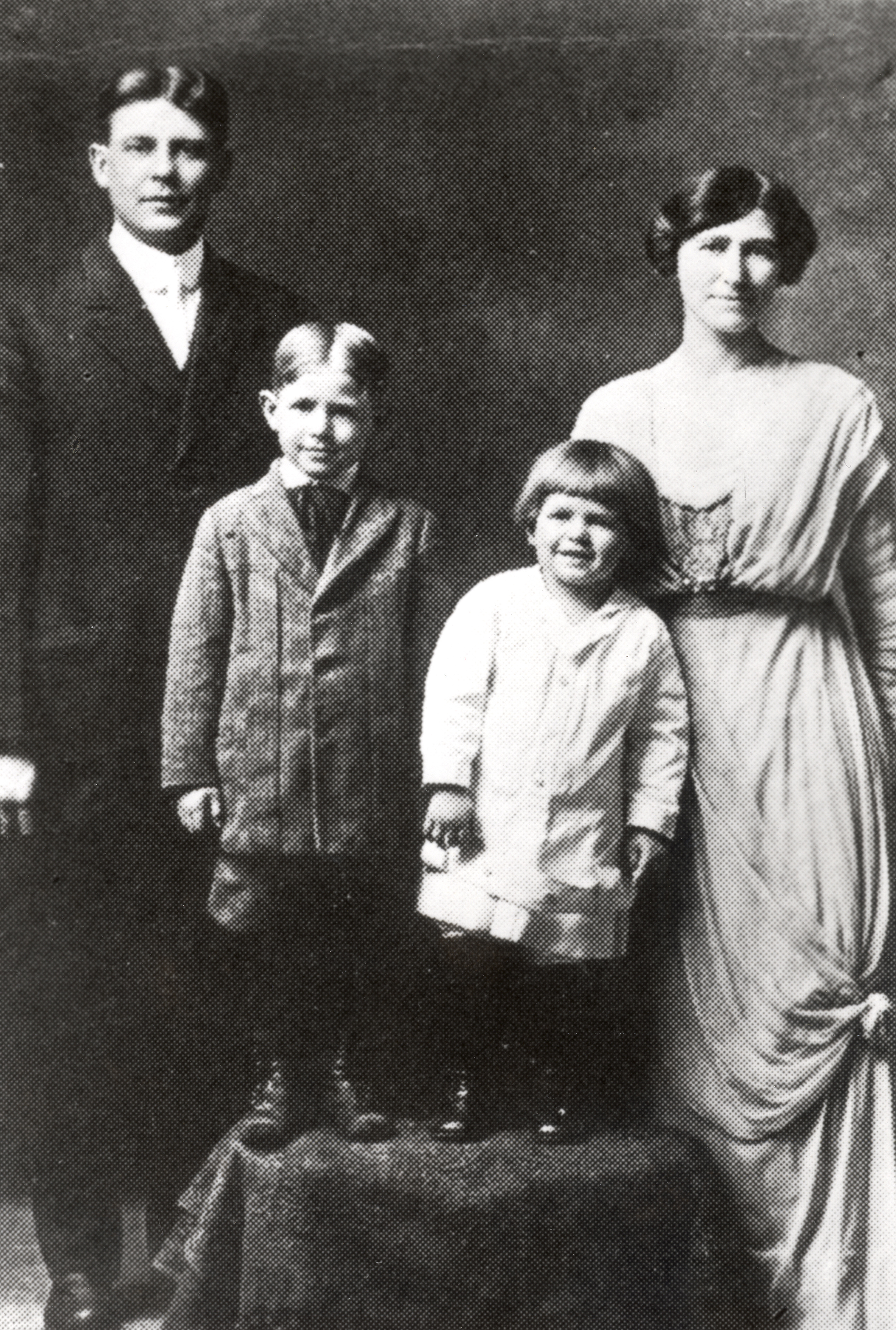
La famille Reagan en 1915. De gauche à droite : Jack Reagan, Neil Reagan, Ronald Reagan et Nelle Reagan.

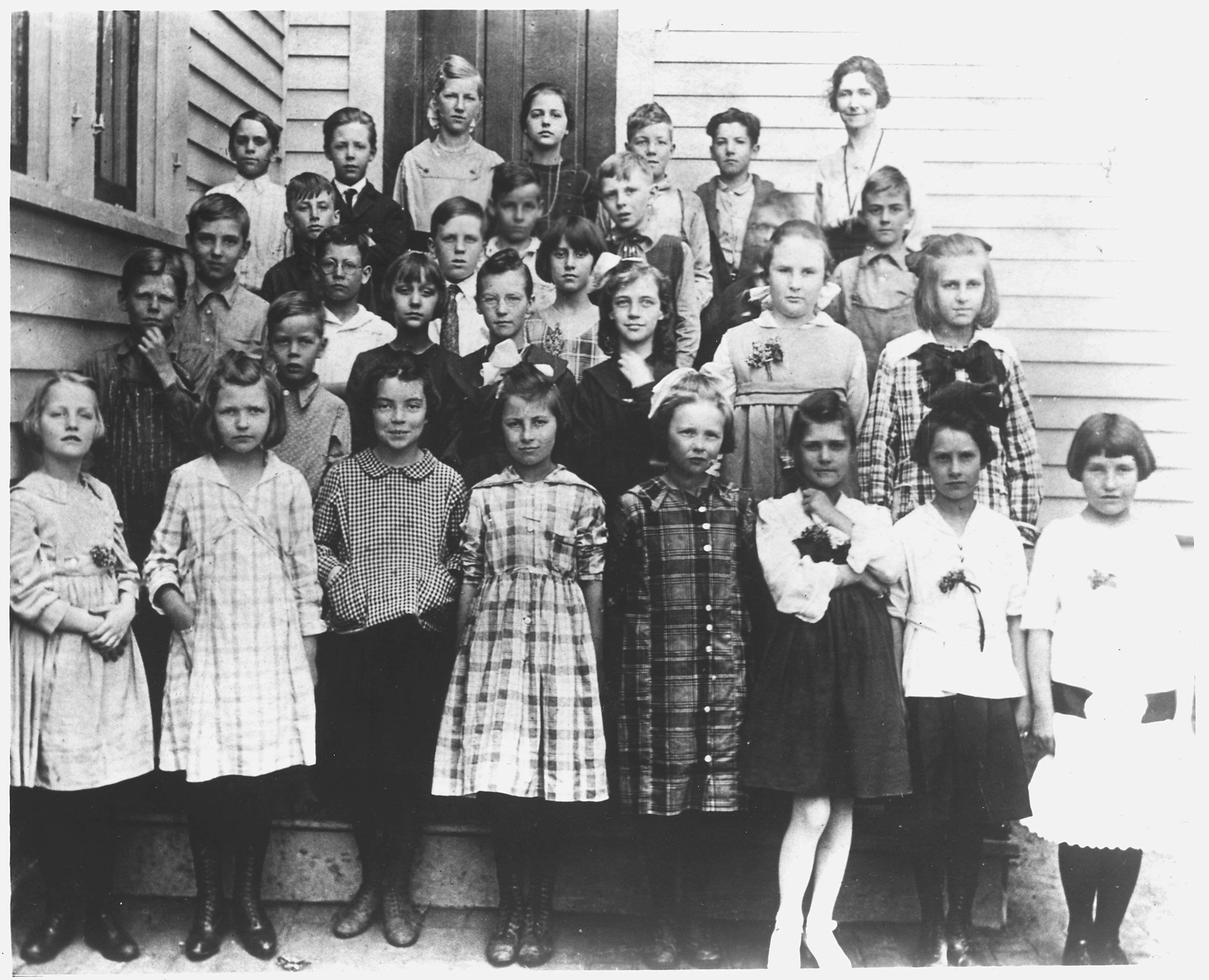
Ronald Reagan (au 2e rang, le premier à gauche) alors qu'il est en l'équivalent du CE2 (1919, vers l’âge de 8 ans).

Ronald Wilson Reagan naît le 6 février 1911 dans un appartement au deuxième d'étage d'une boutique de Tampico, dans l'Illinois. Sa mère, Nelle Wilson Reagan (1883-1962), a des origines Écossaises et Anglaises, tandis que son père, Jack Reagan (1883-1941), est un commerçant dont les grands-parents sont des catholiques irlandais du comté de Tipperary. Ronald a un frère aîné, Neil (1908-1996), qui fait carrière dans le secteur publicitaire. Le père de Reagan le surnomme « Dutch » du fait de sa coiffure au bol (« Dutchboy ») et il conserve ce surnom toute sa jeunesse. La famille de Reagan habite brièvement dans plusieurs villes de l'Illinois dont Monmouth, Galesburg et Chicago jusqu'en 1919 lorsqu'elle revient à Tampico et s'installe au-dessus d'une boutique appelée H.C. Pitney Variety. Après son accession à la présidence, habitant dans les quartiers privés de la Maison-Blanche à l'étage, il plaisante sur le fait qu'il « vivait à nouveau au-dessus du magasin ».

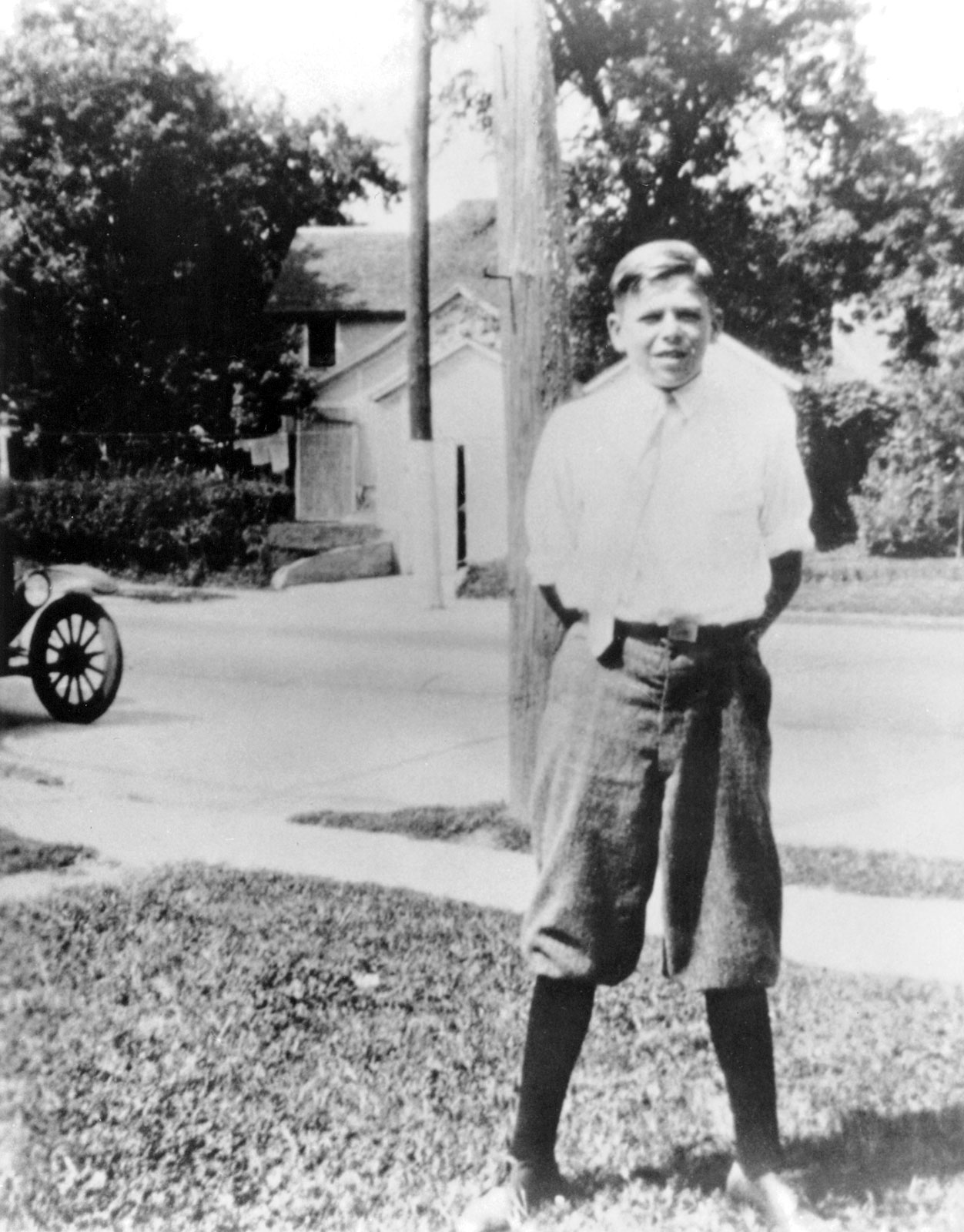
Ronald Reagan sur une photo qui serait datée des environs de 1922 (il aurait donc aux alentours de 11 ans).

Selon Paul Kengor, auteur de God and Ronald Reagan, Reagan est particulièrement convaincu de la bonté des gens, qui découle de la foi optimiste de sa mère, Nelle, et des croyances de l'Église chrétienne des Disciples du Christ dans laquelle il est baptisé en 1922. Cependant, une fois adulte, il se tourne vers le Presbytérianisme. À la suite de la fermeture du magasin Pitney à la fin de l'année 1920, la famille Reagan déménage à Dixon et le « petit univers » du Midwest eut une influence durable sur Reagan. Il étudie au lycée de Dixon où il s'intéresse à la comédie, au sport et à la narration. Son premier travail est maître-nageur sur le Rock, au Lowell Park près de Dixon en 1927. Reagan réalise 77 sauvetages et inscrit une encoche sur un rondin de bois pour chaque vie qu'il sauve. Reagan entre à l'Eureka College où il est intégré au sein de la fraternité Tau Kappa Epsilon et se spécialise en économie et en sociologie. Il développe une réputation de touche-à-tout excellant dans la politique du campus, en sport et en théâtre. Il est membre de l'équipe de Football américain, capitaine de l'équipe de natation et élu président du corps étudiant. À ce poste, Reagan mène notamment une révolte contre le président de l'université qui souhaite réduire les financements de la faculté.

### Carrière dans le divertissement

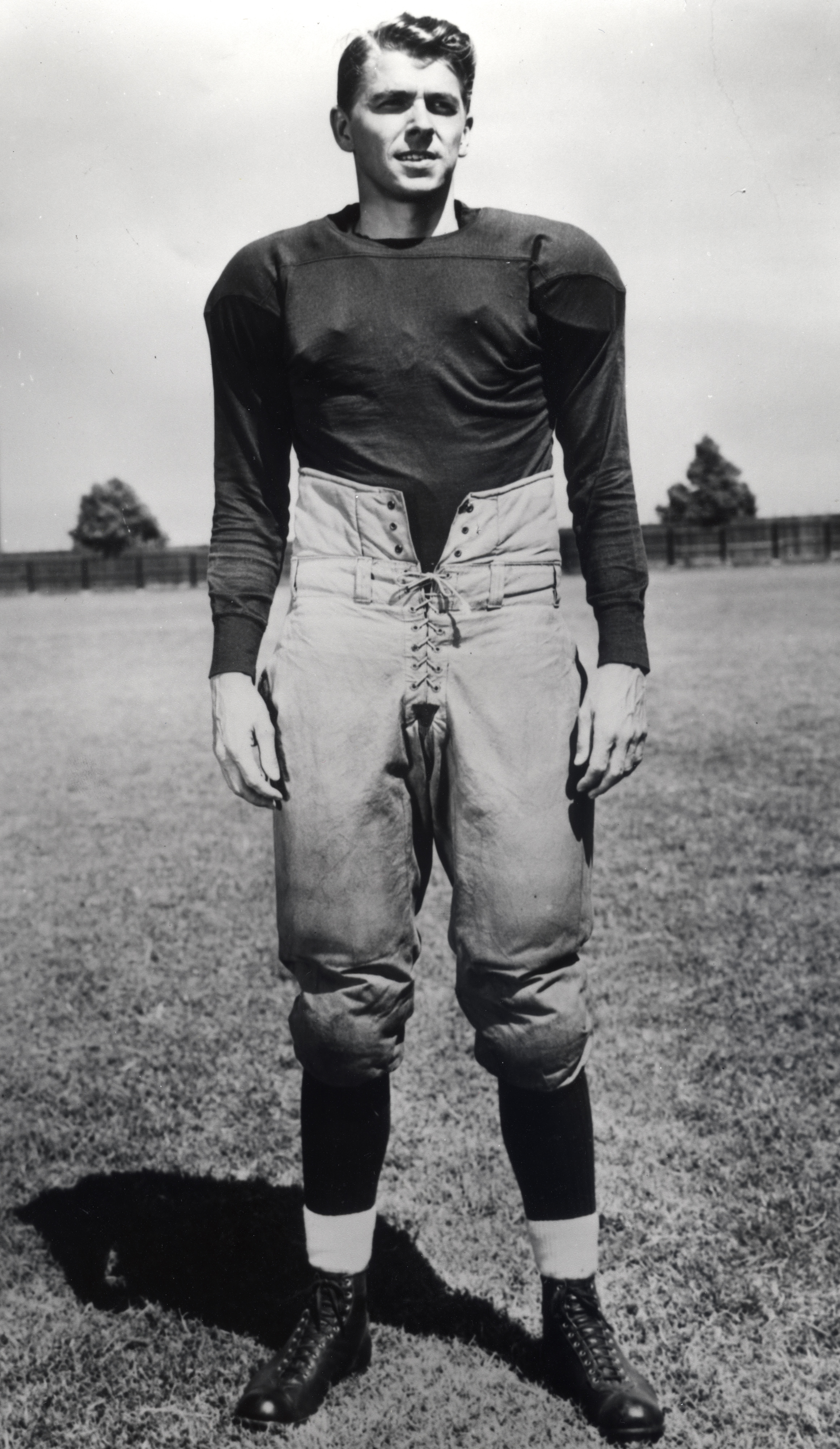
Reagan dans Knute Rockne, All American en 1940.

#### Radio et cinéma
Après avoir été diplômé d'Eureka en 1932, Reagan se rend dans l'Iowa où il est auditionné pour de nombreuses radios locales. L'Université de l'Iowa l'engage pour diffuser les matchs à domicile de l'équipe de football américain des Hawkeyes. Il reçoit alors 10 $ par match. Peu après, un travail de présentateur se libéra à la station de radio WOC de Davenport et Reagan fut engagé ; il gagnait maintenant 100 $ par mois. Aidé par sa voix persuasive, il entra à la station WHO de Des Moines en tant que présentateur des matchs de baseball des Cubs de Chicago. Sa spécialité était de commenter les matchs en donnant l'illusion du direct, à partir des brefs messages en morse que des télégraphistes présents au stade envoyaient à la station de radio.
Alors qu'il suivait les Cubs en Californie, Reagan réalisa une audition cinématographie en 1937 qui déboucha sur un contrat de sept ans avec les studios Warner Brothers. Il passa les premières années de sa carrière à Hollywood à réaliser des films dans l'unité de série B où Reagan plaisantait que les producteurs « ne voulaient pas qu'il soit bon, ils voulaient qu'il soit là jeudi ». Même s'il était parfois dans l'ombre d'autres acteurs, les prestations de Reagan à l'écran reçurent de nombreuses critiques positives.

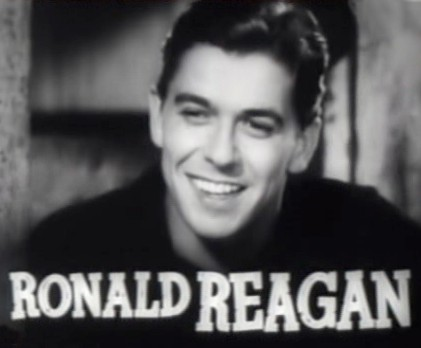
Reagan dans Joyeux Compères en 1938.

Son premier rôle principal fut Meurtre à la radio en 1937 et en 1939, il était déjà apparu dans 19 films dont Victoire sur la nuit. Avant le film La Piste de Santa Fe de 1940, il joua le rôle de George Gipp dit The Gipper (en) dans le film Knute Rockne, All American d'où son surnom de « The Gipper ». Le rôle préféré de Reagan fut celui d'un amputé des deux jambes dans le film Crimes sans châtiment de 1942 ; le titre de son autobiographie Qu'est-il advenu du reste de moi ? paru en 1965 fait d’ailleurs allusion au dialogue du film. De nombreux critiques considèrent que Crimes sans châtiments est sa meilleure prestation même si le film fut condamné par Bosley Crowther du New York Times. A contrario, il déclare, dans un entretien au talk-show The Dick Cavett Show, en 1971, qu'il n'a jamais pu revoir Code of the Secret Service (en), se définissant comme « l'Errol Flynn des films à petit-budget ».
Reagan appelait Crimes sans châtiments le film qui a « fait de [lui] une star ». Il ne parvint cependant pas à capitaliser sur son succès car il fut appelé dans l'armée deux mois après la sortie du long-métrage et il ne regagna jamais son statut de célébrité dans l'industrie cinématographique. Après quatre ans d'absence du fait de la Seconde Guerre mondiale, Reagan apparut dans des films comme L'Aventure à deux, John Loves Mary, Le Dernier Voyage, Bedtime for Bonzo (film raillé et approprié par ses adversaires et différents humoristes,), La Reine de la prairie, Le Bagarreur du Tennessee, Hellcats of the Navy et À bout portant (son dernier film) dans une reprise de 1964. Tout au long de sa carrière cinématographique, sa mère répondit à la plupart des lettres de ses admirateurs.

#### Service militaire
Reagan avait commencé à suivre des cours d'officier par correspondance en 1935 et il s'engagea dans l'armée de réserve le 29 avril 1937 en tant que simple soldat dans le 322e régiment de cavalerie à Des Moines, Iowa. Il devint sous-lieutenant dans le corps des officiers de réserve de la cavalerie le 25 mai 1937.
Reagan fut appelé dans le service actif pour la première fois le 18 avril 1942. Du fait de sa myopie, il ne pouvait pas être envoyé sur le front. Sa première affectation fut au Fort MacArthur de San Francisco en Californie où il était officier de liaison au port et au bureau du transport. Avec l'accord de l'United States Army Air Forces (USAAF), il fut transféré de la Cavalerie à l'USAAF le 15 mai 1942 et il fut assigné aux relations publiques de l'USAAF puis au First Motion Picture Unit (en) (officiellement le « 18e USAAF Base Unit ») de Culver City en Californie ; cette unité composée exclusivement de personnels du cinéma réalisait des films de propagande pour l'armée américaine. Le 14 janvier 1943, il fut promu au grade de Premier-lieutenant et fut envoyé sur le tournage du film This Is the Army à Burbank en Californie. Il retourna à la First Motion Picture Unit après cette mission et fut promu capitaine le 22 juillet 1943.
En janvier 1944, le capitaine Reagan fut provisoirement détaché à New York pour participer à l'ouverture de la sixième tournée des obligations de guerre. Il revint à la First Motion Picture Unit le 14 novembre 1944 et il y resta jusqu'à la fin de la guerre. Il fut recommandé pour le grade de major le 2 février 1945 mais cette nomination fut refusée le 17 juillet. Il retourna à Fort MacArthur et fut retiré du service actif le 9 décembre 1945. À la fin de la guerre, son unité avait réalisé plus de 400 films pour l'USAAF.

#### Président du SAG et télévision

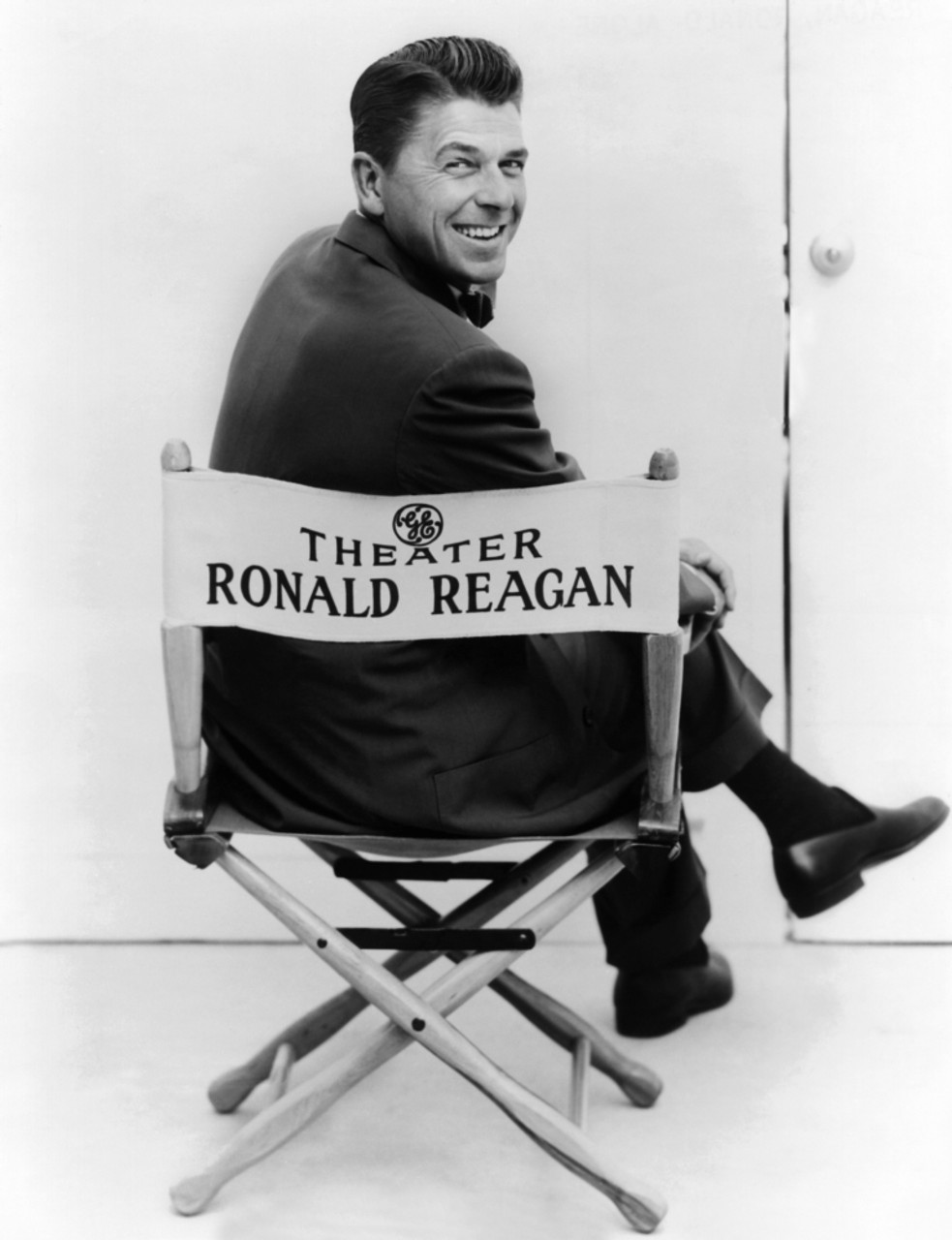
Ronald Reagan en tant qu'animateur du General Electric Theater.

Reagan fut élu au comité de direction du Screen Actors Guild (SAG) pour la première fois en 1941 et il servait de remplaçant. Après la Seconde Guerre mondiale, il reprit ses fonctions et devint le 3e vice-président en 1946. L'adoption des règlements sur les conflits d'intérêts entraînèrent la démission du président du SAG et de six membres du comité de direction ; Reagan fut nommé pour l'élection au poste de président et il fut élu. Il sera ensuite réélu pour sept autres mandats d'un an de 1947 à 1952 puis en 1959. Reagan mena le SAG à travers des années mouvementées qui furent marquées par des conflits sur la gestion du travail, la loi Taft-Hartley, les auditions de la House Un-American Activities Committee (HUAC) et les listes noires.
Au milieu de la période du Maccarthysme de la fin des années 1940, Reagan fournit au FBI les noms d'acteurs qu'il considérait comme étant des sympathisants communistes au sein de l'industrie cinématographique. Reagan témoigna devant la House Un-American Activities Committee sur la question. En fervent anti-communiste, il réaffirma son attachement aux principes démocratiques en déclarant, « En tant que citoyen, je ne veux pas voir notre pays, poussé par la peur ou la rancœur, négocier sur nos principes démocratiques du fait de cette peur ou de cette rancœur ».
Bien qu'ayant été un critique de la télévision, Reagan ne trouvait pas de rôles au cinéma à la fin des années 1950 et il décida de rejoindre ce moyen de communication. Il fut engagé pour présenter le General Electric Theater, une série hebdomadaire de drames rapidement très populaire. Son contrat lui imposait de réaliser des visites des usines de General Electric seize semaines par an et il lui arrivait de donner quatorze discours par jour. Il gagnait environ 125 000 $ par an (environ 1,07 million de dollars de 2010) pour ce rôle. Son dernier travail en tant qu'acteur professionnel fut de présenter et de jouer de 1964 à 1965 dans la série Les Aventuriers du Far West. Reagan et Nancy Davis apparurent ensemble à plusieurs reprises y compris dans un épisode de 1958 du GE Theater intitulé Une dinde pour le président.

### Vie privée et familiale
En 1938, Reagan tourna dans le film Brother Rat avec l'actrice Jane Wyman (1917-2007). Ils se fiancèrent au Chicago Theatre et se marièrent le 26 janvier 1940 à la Wee Kirk o' the Heather church de Glendale en Californie. Ils eurent deux enfants, Maureen (1941-2001) et Christine (née en 1947 mais qui ne vécut qu'une journée) et en adoptèrent un troisième, Michael (né en 1945). À la suite de disputes sur les ambitions politiques de son époux, Wyman demanda le divorce en 1948 et ce dernier fut officialisé en 1949. Il est le premier président américain à avoir divorcé, le deuxième étant Donald Trump.

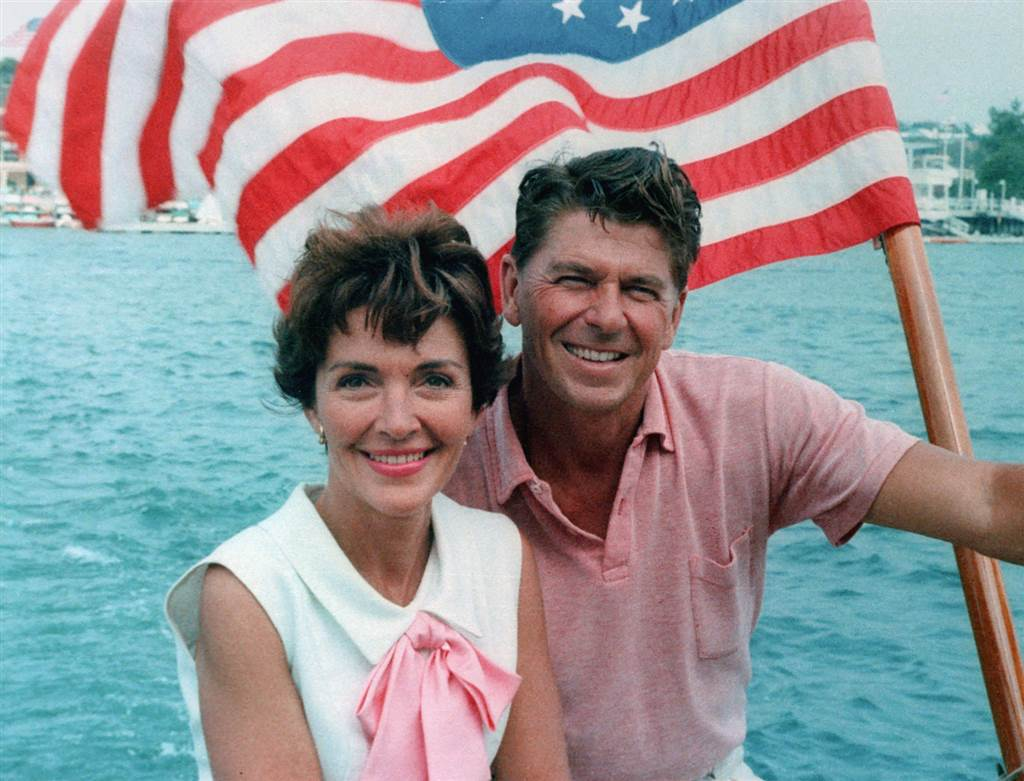
Ronald et Nancy Reagan à bord d'un navire en Californie en 1964.

Reagan rencontra en 1949 l'actrice Nancy Davis (1921-2016), après qu'elle l'eut contacté comme président de la Screen Actors Guild pour l'aider à résoudre des problèmes concernant l'apparition de son nom sur une liste de communistes d'Hollywood (elle avait été confondue avec une autre Nancy Davis). Elle décrivit leur première rencontre en déclarant : « Je ne sais pas si ce fut exactement un coup de foudre mais cela n'en était pas loin ». Ils se fiancèrent au restaurant Chasen's de Los Angeles et se marièrent le 4 mars 1952 à la Little Brown Church dans la Vallée de San Fernando. L'acteur William Holden fut témoin lors du mariage. Ils eurent deux enfants, Patti (née le 21 octobre 1952) et Ron (né le 20 mai 1958).
Les observateurs décrivirent la relation entre Ronald et Nancy comme proche, réelle et intime. Durant sa présidence, on put constater de nombreux signes d'affection en public entre les deux ; un secrétaire de presse rapporta qu'« ils n'ont jamais pris l'autre pour acquis. Ils n'ont jamais cessé de se courtiser, ». Il l'appelait souvent Mommy et elle le surnommait Ronnie. Il lui écrivit une fois : « Quoi que je chérisse et aime… tout serait fade si je ne t'avais pas ». Lorsqu'il fut hospitalisé à la suite de sa tentative d'assassinat en 1981, elle dormit avec l'une de ses chemises pour être réconfortée par son odeur. Dans une lettre ouverte écrite au peuple américain en 1994, Reagan affirme : « On m'a récemment annoncé que j'étais l'un de ces millions d'Américains atteints de la maladie d'Alzheimer… Je souhaite seulement qu'il y ait un moyen d'épargner cette douloureuse expérience à Nancy ». En 1998, alors que Reagan était frappé par la maladie, Nancy déclara à Vanity Fair : « Notre relation est très spéciale. Nous étions très amoureux et nous le sommes toujours. Lorsque je dis que ma vie a commencé avec Ronnie, eh bien, c'est vrai. Je ne peux pas imaginer la vie sans lui ».

## Ascension politique

### Débuts
Élevé dans une famille qui s'identifie fortement au Parti démocrate et au New Deal, Ronald Reagan est lui-même de sensibilité démocrate dans un premier temps, et un grand admirateur de Franklin D. Roosevelt, pour qui il vote à quatre reprises. Devenu républicain, il conservera une profonde admiration pour le charisme de Roosevelt, qui sera pour lui un modèle tout au long de sa vie. S'il se considère comme un démocrate libéral dans les années 1930 et 1940, sa compréhension idéologique du libéralisme s'avère réduite : il privilégie à cette époque son parcours professionnel et familial à la politique. Le dernier soutien actif de Reagan à un candidat démocrate fut en 1950 lorsqu'il aida Helen Gahagan Douglas dans sa campagne au Sénat contre Richard Nixon. Au début des années 1950, il commença à se rapprocher de la droite. Après avoir été engagé pour présenter le General Electric Theater, Reagan commença rapidement à embrasser les visions conservatrices des officiels de la compagnie partenaire,. Ses nombreux discours pour GE, qu'il écrivait généralement lui-même, étaient non-partisans mais portaient un message conservateur et pro-entrepreneurial ; il fut influencé par Lemuel Boulware, un cadre exécutif de GE. Boulware, connu pour ses positions dures contre les syndicats et ses stratégies innovantes pour rallier les ouvriers, était un fervent partisan des concepts de base du conservatisme moderne américain : marché libre, anticommunisme, réduction des impôts et limitation du gouvernement. Finalement, les appréciations des discours de Reagan devinrent plus mauvaises et GE le licencia en 1962. Tout en restant démocrate, pendant cette periode, il soutint les candidatures républicaines à la présidence de Dwight D. Eisenhower en 1952 et 1956 et celle de Richard Nixon en 1960. En août 1962, Reagan rallia officiellement le Parti républicain et déclara : « Je n'ai pas quitté le Parti démocrate. Le parti m'a quitté ».
Reagan s'opposa aux législations sur les droits civiques en déclarant que « si une personne veut discriminer les nègres ou les autres lorsqu'il vend ou loue sa maison, c'est son droit ». Il se justifia par son opposition à l'intrusion du gouvernement dans les libertés personnelles ; il se défendit vivement d'avoir des motifs racistes et il modifia par la suite ses positions en votant des lois sur le droit de vote et pour une plus grande égalité sur l'accession aux logements. Lorsque la législation qui deviendra le Medicare fut introduite en 1961, Reagan réalisa un enregistrement pour l'Association médicale américaine avertissant qu'une telle loi mettrait fin à la liberté en Amérique. Reagan déclara que si ses auditeurs n'écrivaient pas des lettres pour l'empêcher, « nous nous réveillerons dans un pays socialiste. Et si vous ne le faites pas et si je ne le fais pas, un de ces jours, vous et moi passerons nos dernières années à raconter à nos enfants à quoi ressemblait l'Amérique quand les hommes étaient libres »,. Il rejoignit également le lobby pro-armes National Rifle Association (NRA) dont il restera membre toute sa vie.
Reagan soutint la candidature présidentielle du conservateur Barry Goldwater en 1964. Dans ses discours en sa faveur, il mit l'accent sur l'importance d'un gouvernement réduit. Il révéla ses motivations idéologiques dans un discours célèbre donné le 27 octobre 1964 : « Les Pères fondateurs savaient qu'un gouvernement ne peut contrôler l'économie sans contrôler le peuple. Et ils savaient que lorsqu'un gouvernement entreprend de le faire, il doit employer la force et la coercition pour arriver à ses fins. Nous sommes arrivés au moment du choix ». Ce discours, appelé Time for Choosing, a permis de lever un million de dollars pour la campagne de Goldwater et est considéré comme l'événement qui lança la carrière politique de Reagan.

### Gouverneur de Californie

Ronald et Nancy Reagan célèbrent la victoire au poste de gouverneur au en de Los Angeles.

Les républicains de Californie furent impressionnés par la vision politique de Reagan et par son charisme lors de son discours du Time for Choosing et ils l'élurent pour le poste de gouverneur de Californie en 1966. Dans sa campagne, Reagan mit l'accent sur deux thèmes : « remettre au travail les mendiants du système de protection sociale » en référence aux premières protestations étudiantes contre la guerre du Viêt Nam et établir clairement la liberté d'expression à l'université de Berkeley — « faire un grand nettoyage à Berkeley ». Il fut élu face au candidat sortant Pat Brown et il prêta serment le 2 janvier 1967. Lors de son premier mandat, il gela l'embauche de fonctionnaires de l'État et approuva une hausse des impôts pour équilibrer le budget.
L'année suivante, Reagan se proposa comme candidat aux républicains lors de la préparation de l'élection présidentielle de 1968 en testant son mouvement Stop Nixon: il espérait couper les soutiens sudistes de Nixon et être un candidat de compromis si Nixon et Nelson Rockefeller, le gouverneur de New York, ne parvenaient pas à se départager lors de la convention républicaine. Cependant, Nixon fut nommé dès le premier tour avec la majorité absolue et Reagan arriva qu'en troisième position, derrière Nelson Rockefeller.
Reagan joua un rôle répressif dans les importantes protestations de la période. Le 15 mai 1969, durant des manifestations étudiantes à Berkeley, Reagan envoya la police pour disperser les étudiants ; dans cet incident qui fut par la suite appelé « Bloody Thursday », l'étudiant James Rector fut tué et le charpentier Alan Blanchard perdit la vue,. Reagan ordonna ensuite à 2 200 hommes de la garde nationale d'occuper la ville de Berkeley durant deux semaines pour réprimer les protestations. Un an après le « Bloody Thursday », Reagan répondit à des questions sur les mouvements de protestations dans le campus en déclarant « S'il faut un bain de sang, allons-y. Plus d'apaisement ». Lorsque l'armée de libération symbionaise enleva Patricia Hearst à Berkeley et demanda la distribution de nourriture aux pauvres, Reagan plaisanta, « c'est vraiment dommage que nous n'ayons pas une épidémie de botulisme ».

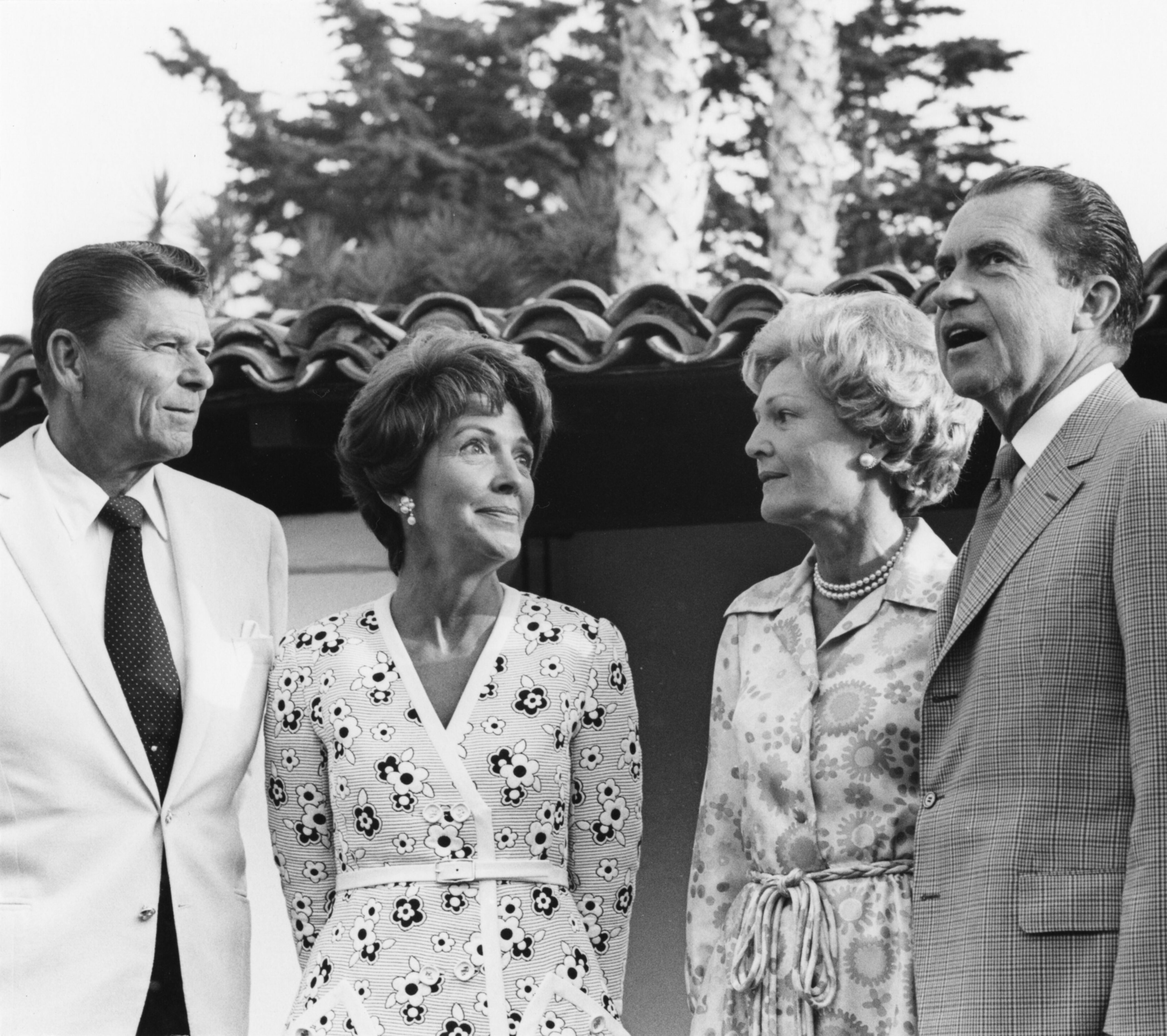
Les Reagan rencontrent le président Richard Nixon et la première dame Pat Nixon en juillet 1970.

Au début de l'année 1967, le débat national sur l'avortement commençait. Le sénateur démocrate de l'assemblée de Californie Anthony Beilenson présenta le « Therapeutic Abortion Act » dont l'objectif était de réduire le nombre d'avortements clandestins réalisés en Californie. La législature envoya la loi à Reagan pour qu'il la signe, ce qu'il fit après plusieurs jours de réflexion. Environ deux millions d'avortements seront réalisés à la suite de cette loi, essentiellement du fait de la clause autorisant l'avortement pour le bien-être de la mère. Reagan était en fonction depuis moins de quatre mois lorsqu'il signa la loi et il avança que s'il avait eu plus d'expérience à ce poste, il ne l'aurait pas signée. Après avoir reconnu ce qu'il appelait les « conséquences » de la loi, il annonça qu'il était pro-vie. Il maintint cette position par la suite et il écrivit beaucoup sur le sujet.
Malgré une tentative infructueuse pour le faire démissionner en 1968, Reagan fut réélu en 1970 face à Jesse Unruh. L'une des principales déceptions de Reagan lors son mandat concernait la peine de mort dont il était un fervent partisan. Ses efforts pour faire appliquer les lois de l'état sur le sujet furent contrecarrés lorsque la Cour suprême de Californie rendit son jugement dans l'affaire California v. Anderson qui invalidait toutes les condamnations à mort prononcées en Californie avant le 12 avril 1972 même si la décision fut par la suite annulée par un amendement constitutionnel. La seule exécution réalisée lors du mandat de Reagan fut celle d'Aaron Mitchell dans la chambre à gaz de la prison de San Quentin le 12 avril 1967.
En 1969, le gouverneur Reagan signa le Family Law Act qui était la première législation autorisant le divorce sans faute aux États-Unis.
Son mandat l'aida à former les politiques qu'il défendrait par la suite lors de sa présidence. En faisant campagne avec ces slogans comme « remettre au travail les mendiants du système de protection sociale », il s'opposait à l'idée d'État-providence. Il se fit un ardent avocat de l'idéal républicain d'une diminution de la régulation étatique de l'économie dont les taxations fédérales indues.
Reagan ne chercha pas à obtenir un troisième mandat en 1974 et le secrétaire d'État démocrate de Californie Jerry Brown le remplaça le 6 janvier 1975.

### Primaires républicaines de 1976

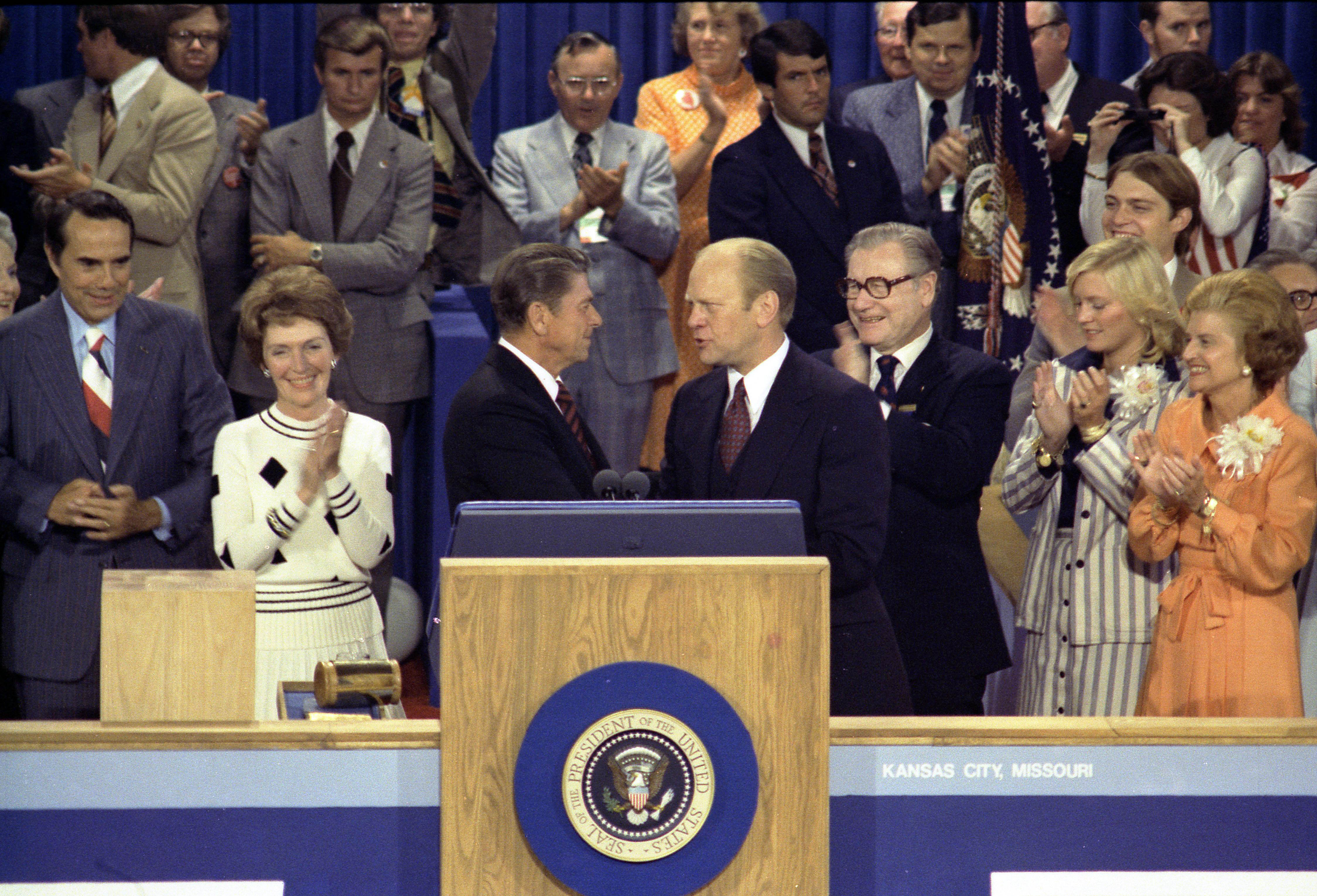
Ronald Reagan sur le podium avec Gerald Ford lors de la convention républicaine de 1976 après qu'il a perdu de justesse la nomination pour la présidence.

En 1976, Reagan entra en compétition avec le président en fonction Gerald Ford pour obtenir la nomination du parti républicain en vue de l'élection présidentielle. Il se posa d'emblée comme le candidat de l'aile des conservateurs, rassemblant le soutien d'organisations comme l'American Conservative Union qui devint une composante fondamentale de sa base politique face au Président Ford plus modéré.
La campagne de Reagan reposait sur une stratégie imaginée par son directeur de campagne John Sears consistant à remporter quelques primaires pour menacer l'inévitable nomination de Ford. Reagan remporta la Caroline du Nord, le Texas et la Californie mais il échoua dans le New Hampshire, la Floride et dans son État natal de l'Illinois. Le vote du Texas redonna de l'espoir à Reagan qui remporta l'ensemble des 96 délégués choisis lors de la primaire du 1er mai et les quatre autres en attente lors la convention de l'État. Il était redevable de cette victoire à Ernest Angelo, maire de Midland et Ray Barnhart de Houston que le président Reagan nommera directeur de la Federal Highway Administration en 1981.
A l'approche de la convention républicaine, Ford semblait cependant assuré de la victoire. Pour tenter de séduire l'aile modérée du parti, Reagan choisit le sénateur Richard Schweiker de Pennsylvanie comme colistier s'il remportait la nomination. Ford obtint, de peu, la nomination avec 1 187 délégués contre 1 070 pour Reagan. Dans son discours de défaite, Reagan mit l'accent sur les dangers d'une guerre nucléaire et sur la menace posée par l'Union soviétique.
Ford ne le choisit pas comme vice-président. Il échoua de justesse, l'Élection de 1976 face au démocrate Jimmy Carter. Reagan, pourtant non officiellement candidat obtint néanmoins le vote d'un grand électeur de l'État de Washington que Ford avait remporté face à Carter.

### Élection présidentielle de 1980

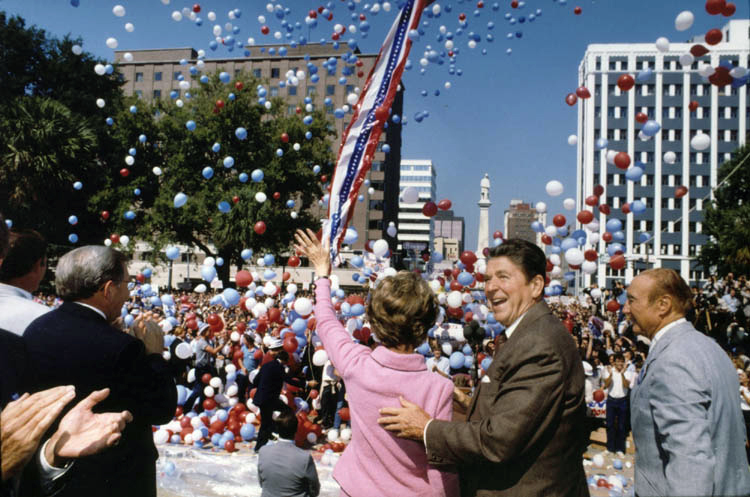
Reagan fait campagne avec Nancy et le sénateur Strom Thurmond (droite) en Caroline du Sud, 1980.

De nouveau candidat aux primaires de 1980, Reagan gagne contre George Bush qu'il domine lors de débats, et le prend finalement comme vice-président. La campagne présidentielle de 1980 entre Reagan et le président sortant Jimmy Carter fut conduite sur des questions de politique intérieure et durant la crise des otages américains en Iran. Reagan mit l'accent sur ses principes fondamentaux : réduction des impôts pour stimuler l'économie, moins d'intervention du gouvernement dans la vie des gens, le renforcement des droits des États, le renforcement de la défense nationale et la ré-indexation du dollar sur l'étalon-or,.
Reagan lança sa campagne en déclarant « Je crois dans les droits des États », à Philadelphia, dans le Mississippi, connue à l'époque pour le meurtre de trois membres du mouvement des droits civiques en 1964,,. Après avoir obtenu la nomination républicaine, Reagan choisit l'un de ses principaux opposants, George H.W. Bush, pour devenir son colistier. Sa prestation lors du débat télévisé d'octobre revigora sa campagne. Reagan remporta l'élection de 1980 en rassemblant 44 États et 489 votes de grands électeurs contre 49 pour Carter. Reagan obtint 50,7 % du vote populaire contre 41 % pour Carter et 6,7 % pour l'indépendant (républicain libéral) John Anderson. Les républicains reprirent le contrôle du Sénat pour la première fois depuis 1952 et gagnèrent 34 sièges à la Chambre des représentants mais les démocrates conservèrent la majorité.
Durant la campagne présidentielle, des questions se posèrent sur la position de Reagan concernant l'initiative Briggs, une initiative populaire en Californie — où Reagan avait été gouverneur — qui aurait empêché les homosexuels et les défenseurs des droits des personnes LGBT de travailler dans les écoles publiques de l'État. Opposé à cette proposition de loi, Reagan publia une tribune dans laquelle il avança que « l'homosexualité n'est pas une maladie contagieuse comme la rougeole » et que la position scientifique majoritaire était que l'orientation sexuelle d'un enfant ne pouvait pas être influencée par quelqu'un d'autre.

## Président des États-Unis

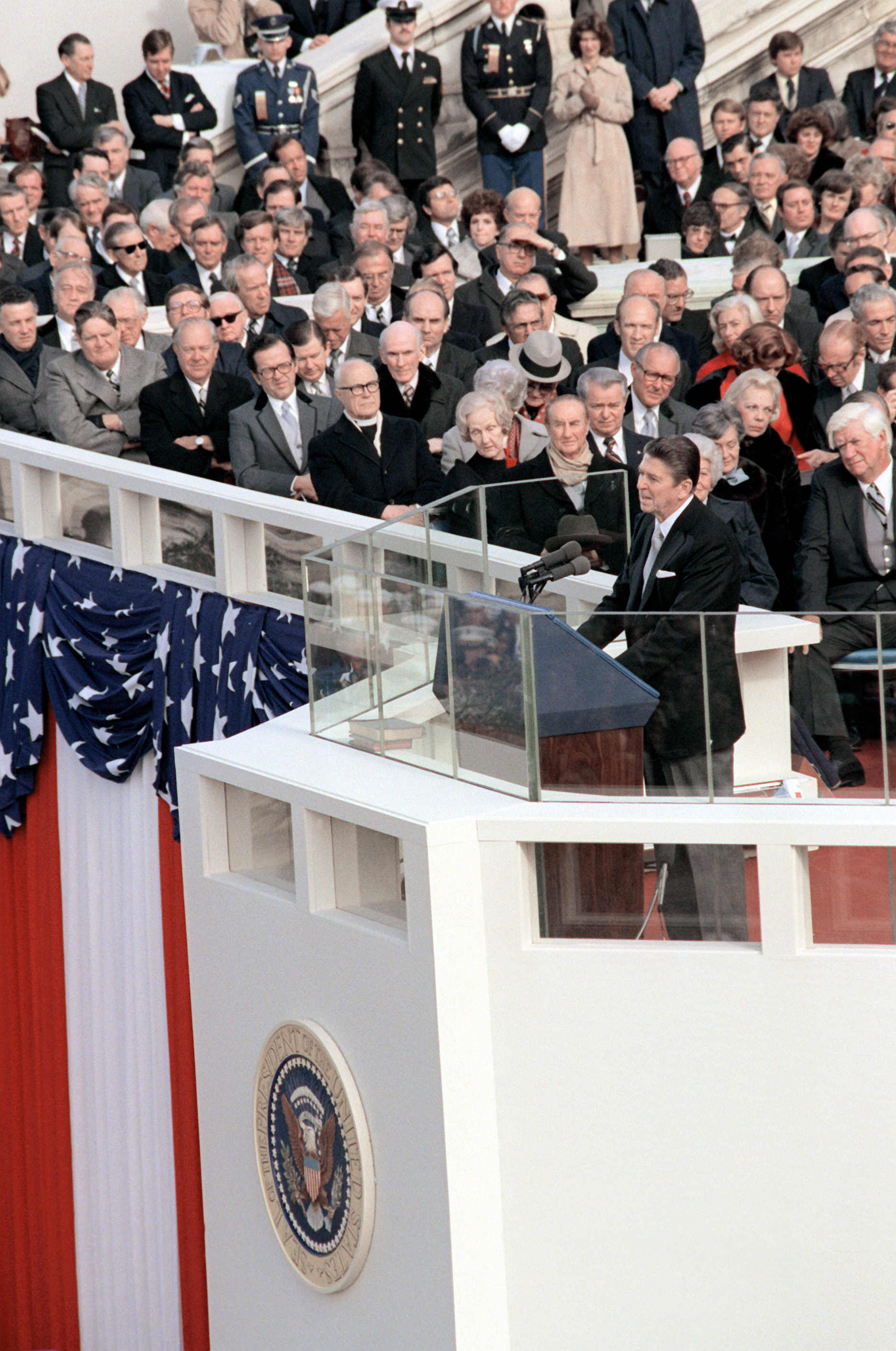
Le président Reagan délivre son premier discours d'investiture, 20 janvier 1981.

Durant sa présidence, Reagan appliqua des politiques qui reflétaient ses croyances personnelles concernant les libertés individuelles, lança des réformes économiques, augmenta les dépenses militaires et contribua à la fin de la guerre froide. Surnommée la Révolution Reagan, sa présidence revigora le moral américain, et réduisit la dépendance du peuple vis-à-vis du gouvernement. En tant que président, Reagan rédigea une série de journaux dans lequel il commentait ses activités et son opinion sur les questions du moment. Les journaux furent publiés en mai 2007 dans un succès de librairie, The Reagan Diaries.

### Premier mandat (1981-1985)

#### Investiture

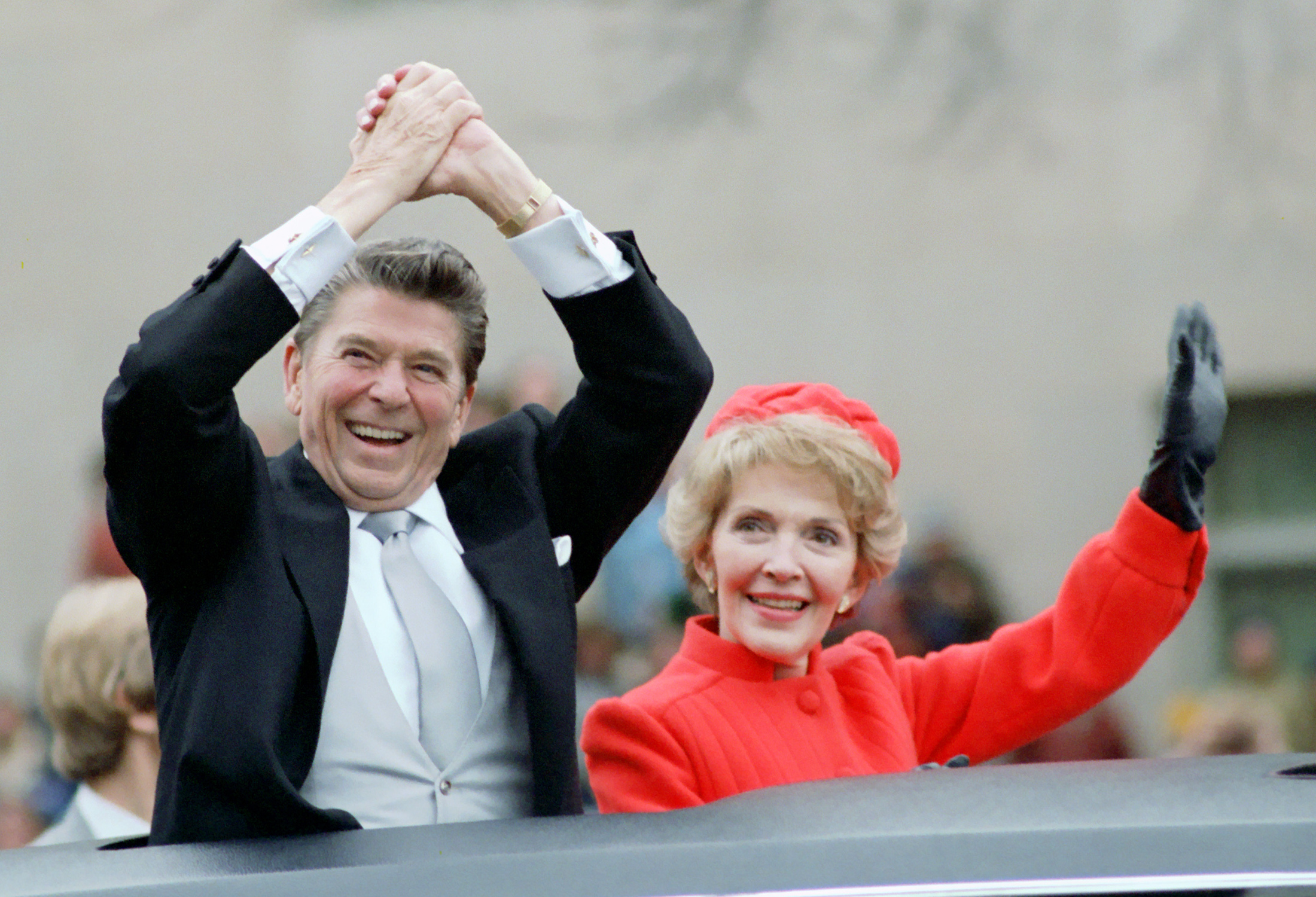
Ronald et Nancy remontant Pennsylvania Avenue pour participer aux cérémonies d'investiture du des États-Unis.

Avec sa première élection, Ronald Reagan devient l'homme le plus âgé à avoir été élu à la présidence, à l'âge de 69 ans,. Dans son premier discours d'investiture le 20 janvier 1981, qu'il écrivit lui-même, il défendit l'idée que « dans cette période de crise, le gouvernement n'est pas la solution à nos problèmes ; le gouvernement est le problème ».
La présidence Reagan commença de manière théâtrale car les 52 otages américains détenus par l'Iran depuis 444 jours furent libérés alors que Reagan donnait son discours d'investiture.

#### Tentative d'assassinat
Le 30 mars 1981, seulement 69 jours après le début de sa présidence, Reagan fut victime d'une tentative d'assassinat alors qu'il quittait l'hôtel Hilton de Washington. Un déséquilibré de 26 ans nommé John Warnock Hinckley, Jr. tira six balles dans sa direction ; l'une d'entre elles ricocha sur la portière de la limousine et toucha le président à la poitrine. Trois personnes furent blessées, son attaché de presse James Brady qui devint paralysé, l'agent de police Thomas Delahanty et l'agent du Secret Service Timothy McCarthy. Bien que dans un « état critique » durant l'opération, Reagan récupéra et quitta l'hôpital le 11 avril. La tentative d'assassinat eut une grande influence sur la popularité du président ; les sondages indiquèrent des niveaux d'approbation d'environ 73 %. Reagan croyait que Dieu avait épargné sa vie pour qu'il puisse réaliser de grandes choses.

#### Questions environnementales
Proche des milieux climatosceptiques, du lobby du pétrole et du charbon, il minimise lors de sa campagne présidentielle, l'influence de la pollution anthropique dans le changement climatique, le débat sur ce sujet devenant dans les années 1980 un point de clivage essentiel entre démocrates et républicains. Sa présidence est marquée par une réduction des moyens accordés aux agences de protection de l’environnement et une politique de dérégulation jugée favorable aux intérêts des industriels au détriment des enjeux écologiques. Toutefois, c'est sous son impulsion, conjointement avec Margaret Thatcher, que le GIEC a vu le jour : Ronald Reagan craignait en effet de laisser la question environnementale entre les mains de scientifiques suspects de militantisme écologiste.

#### Grève des contrôleurs aériens

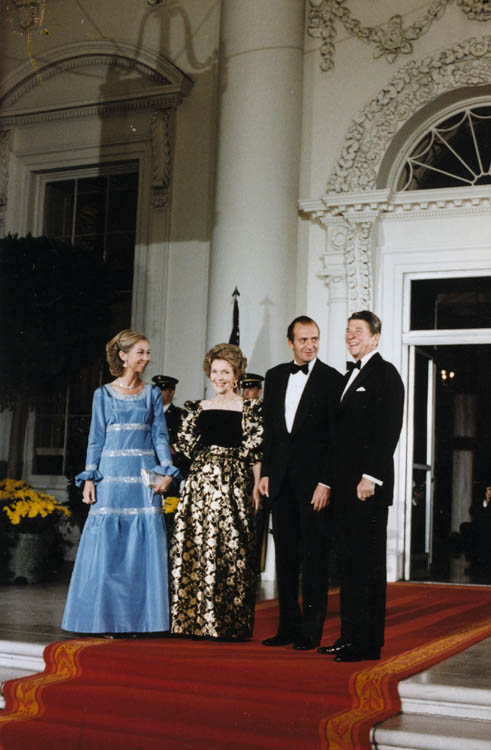
Ronald et Nancy Reagan accueillent le roi Juan Carlos Ier et la reine Sofía en octobre 1981.

À l'été 1981, PATCO, le syndicat des contrôleurs aériens fédéraux américains se mit en grève, violant une loi fédérale interdisant le droit de grève aux syndicats gouvernementaux. Faisant appel à la clause de la situation d'urgence de la Loi Taft-Hartley de 1947, Reagan déclara que si les contrôleurs aériens « ne reprennent pas le travail dans moins de 48 heures, ils auront perdu leurs emplois et seront licenciés ». Reagan mit sa menace à exécution et il licencia les 11 345 contrôleurs qui étaient toujours en grève le 5 août et ils furent remplacés par des contrôleurs militaires. Ces derniers continuèrent à assurer la gestion du trafic civil jusqu'à ce que de nouveaux contrôleurs soient formés. Comme une référence dans le domaine de la fonction publique, il déclara : « le licenciement des employés de PATCO ne démontra pas seulement la détermination sans faille du président à prendre le contrôle de la bureaucratie mais il envoya également un message clair au secteur privé que les syndicats n'étaient plus à craindre ».

#### Politique économique
La politique économique de Reagan démarre juste après le second choc pétrolier, qui contribue à la crise américaine de 1982, marquée par une baisse de 2 % du PIB. Durant la dernière année du mandat de Jimmy Carter (1980), l'inflation avait été de 12,5 % en moyenne, en comparaison elle fut de 4,4 % pendant la dernière année de la présidence Reagan (1988). Sous l'administration Reagan, le taux de chômage passa de 7,4 % à 5,4 % mais il atteignit des pics à 10,8 % en 1982 et 10,4 % en 1983 et en moyenne il fut de 7,5 % pendant les huit années,.

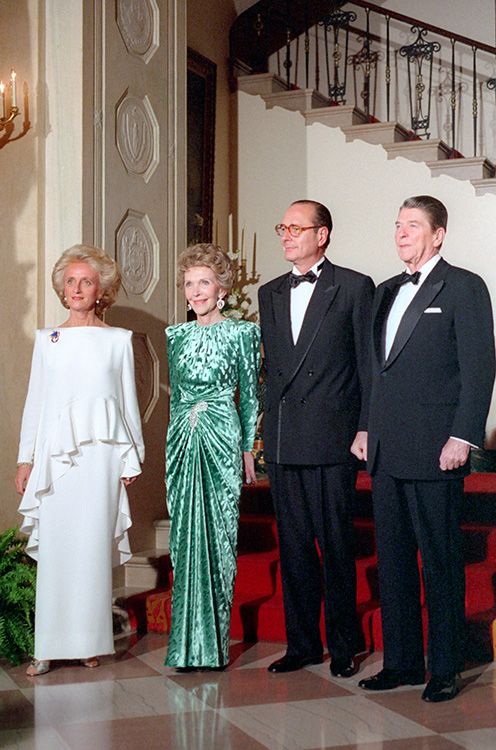
Ronald et Nancy Reagan avec Jacques et Bernadette Chirac (Maison-Blanche, 31 mars 1987).

Reagan appliqua des politiques basées sur une économie de l'offre et favorisa les philosophies du libéralisme et du laissez-faire en cherchant à stimuler l'économie avec de larges réductions d'impôts,. Il chercha également à revenir à une certaine forme d'étalon-or et il poussa le Congrès à établir une commission sur l'or pour étudier sa mise en place. Citant les théories économiques d'Arthur Laffer, Reagan présenta les réductions d'impôts comme des moteurs potentiels de l'économie permettant ainsi d'élargir l'assiette fiscale ; la baisse du niveau de taxation serait compensée par le fait que plus de personnes payent des impôts, cette idée avait été formalisée par la courbe de Laffer. La Reaganomics fut le sujet d'intenses débats entre ses partisans qui présentaient les améliorations de certains indicateurs économiques comme une preuve de succès et les critiques qui anticipaient d'énormes augmentations du déficit et de la dette. Sa politique de « paix par la force » (également appelée « ferme mais juste ») entraîna une hausse considérable des dépenses militaires qui augmentèrent de 40 % entre 1981 et 1985.
Durant la présidence de Reagan, les impôts fédéraux sur le revenu furent significativement réduits par la signature de la loi bipartisane de l'Economic Recovery Tax Act de 1981 qui fit passer les impôts de la tranche la plus élevée de 70 % à 50 % et ceux de la tranche la plus basse de 14 % à 11 % ; cependant d'autres hausses fiscales votées par le Congrès démocrate et approuvées par Reagan firent que par exemple, les revenus liés aux impôts sur le revenu représentaient 18,2 % des recettes fédérales durant sa présidence par rapport à 18,1 % lors des quarante années précédentes. En 1982, le Job Training Partnership Act de 1982 signé par Reagan initia l'un des premiers partenariats public/privé et joua un rôle important dans le programme de création d'emplois du président. Le secrétaire au Travail de Reagan, Al Angrisani, fut l'un des principaux architectes de la loi. Le Tax Reform Act de 1986, une autre loi bipartisane promue par Reagan, réduisit l'imposition de la tranche la plus élevée de 28 % tout en augmentant celle de la tranche la plus basse de 11 % à 15 % et en réduisant le nombre de tranches à quatre. Inversement, le Congrès vota chaque année des augmentations d'impôt de différents types qui furent signées par le président pour continuer à financer des programmes gouvernementaux comme le Tax Equity and Fiscal Responsibility Act de 1982 (TEFRA), la sécurité sociale et le Deficit Reduction Act de 1984 (DEFRA),. Bien que le TEFRA ait été la « plus grande hausse d'impôt en temps de paix aux États-Unis », Reagan est plus connu pour ses réductions d'impôts et sa philosophie de faible imposition,,,. La croissance du produit intérieur brut (PIB) fut forte après la fin de la récession du début des années 1980 en 1982 et les États-Unis connurent une croissance moyenne de 3,85 % par an durant les huit années de la présidence de Reagan. Le taux de chômage atteignit un maximum de 10,8 % en décembre 1982, le taux le plus élevé depuis la Grande Dépression, avant de redescendre durant les deux mandats de Reagan. Seize millions de nouveaux emplois furent créés en huit ans, dont 14,7 millions dans le secteur privé, ce qui le place à la deuxième place des meilleures performances depuis 1961. Quant à l'inflation, elle fut considérablement réduite par rapport à ses niveaux à deux chiffres où elle se situait en 1981. L'effet net de toutes les lois fiscales de la période Reagan fut une baisse de 1 % des revenus du gouvernement comparé aux estimations du département du Trésor. Cependant, les revenus fédéraux de l'impôt sur le revenu passèrent de 244 milliards de dollars à 446 milliards entre 1980 et 1989.
Durant la présidence Reagan, marquée par une inflation en forte baisse mais encore significativement élevée, les recettes fédérales augmentèrent à une moyenne de 8,2 % par an (2,5 % issus de plus grands revenus de la sécurité sociale) et les dépenses augmentèrent à un rythme de 7,1 %,. Reagan révisa également le droit fiscal avec la loi bipartisane du Tax Reform Act de 1986. La politique monétaire de l’administration Reagan se traduit par une forte hausse des taux d’intérêts des États-Unis et le dollar est réévalué de 50 %. Cette politique génère notamment une explosion de la dette des pays d'Amérique latine, ceux-ci utilisant généralement le dollar pour rembourser les sommes dues. En France, François Mitterrand regrette également cette politique : « Les États-Unis nous font payer leur chômage et leur déficit. C’est nous qui permettons à Reagan de continuer une politique qui nous écrase ».

Reagan donnant une allocution télévisuelle depuis le Bureau ovale afin de présenter son plan de réduction d'impôts en juillet 1981.

Les politiques de Reagan reposaient sur l'idée que la croissance économique aurait lieu lorsque les niveaux d'imposition seraient suffisamment faibles pour encourager l'investissement, ce dernier permettrait une plus grande croissance économique et un plus haut niveau d'emploi et de salaire. Les critiques désignèrent cette idée par le nom de théorie du ruissellement dans laquelle la richesse des plus hauts-revenus bénéficierait aux plus pauvres. La question se posa de savoir si les politiques de Reagan bénéficiaient plus aux riches qu'aux pauvres et de nombreux pauvres et membres des minorités virent Reagan comme indifférent à leurs souffrances. Cette vision était exacerbée par le fait que les politiques économiques de Reagan incluaient un gel du salaire minimum à 3,35 $ par heure, la baisse des subventions fédérales aux gouvernements locaux de 60 %, la division de moitié du budget pour les logements sociaux et la suppression des programmes d'aide au logement pour les plus pauvres.
Poursuivant ses politiques de réduction des dépenses du gouvernement, Reagan réduisit les budgets de tous les programmes non liés au secteur de la défense, comme Medicaid, les bons alimentaires, les programmes fédéraux d'éducation et l'EPA. Tout en protégeant des programmes comme la Social Security et Medicare, son administration tenta d'évincer de nombreuses personnes handicapées des listes de la sécurité sociale.
La position de l'administration Reagan vis-à-vis de l'industrie du crédit contribua à la crise des caisses d'épargne. Il a également été avancé, par une minorité de critiques de la Reaganomics, que ces politiques avaient partiellement influencé le krach d'octobre 1987 mais il n'y a pas de consensus sur la question. Afin de couvrir les nouveaux déficits fédéraux, les États-Unis empruntèrent largement à l'extérieur et à l'intérieur, ce qui accrut la dette publique de 997 milliards de dollars à 2 850 milliards. Reagan décrivit cette nouvelle dette comme la « plus grande déception » de sa présidence.
Il renomma Paul Volcker à la direction de la Réserve fédérale et en 1987, il nomma l'économiste Alan Greenspan pour lui succéder. Reagan mit fin aux contrôle des prix sur le pétrole qui avait contribué à la crise énergétique du début des années 1970,. Le prix de l'essence s'effondra et les années 1980 on ne vit pas se répéter les pénuries d'essence des années 1970. Certains économistes, comme les Prix Nobel d'économie Milton Friedman et Robert Mundell avancèrent que les politiques fiscales de Reagan renforcèrent l'économie américaine et contribua au « boom économique » des années 1990. D'autres économistes comme le prix Nobel Robert Solow avancèrent que les déficits furent une raison majeure pour laquelle le successeur de Reagan, George H. W. Bush, renonça à l'une de ses promesses de campagne et augmenta les impôts.

#### Liban et Grenade

Reagan rencontre le Premier ministre Eugenia Charles de la Dominique dans le Bureau ovale, lors des événements de Grenade.

Les casques bleus américains à Beyrouth appartenaient à une force multinationale qui comprenait deux pays de l'OTAN et la France : les États-Unis et l'Italie. Elle fut envoyée au pays du cèdre en septembre 1982 après le massacre de Sabra et Chatilla, trois mois après le déclenchement de l'opération Paix en Galilée par le gouvernement Begin. Durant la guerre du Liban ils furent victimes d'une attaque le 23 octobre 1983. Un camion piégé explosa dans la base américaine à l'aéroport de Beyrouth tuant 241 soldats américains et en blessant 60 autres. Reagan envoya une équipe de la Maison-Blanche menée par le vice-président George H. W. Bush sur le site quatre jours après. Reagan qualifia l'attaque d' « odieuse », demanda le maintien d'une force militaire au Liban et planifia de cibler les casernes du Sheik Abdullah à Baalbek qui servaient de base d’entraînement pour les combattants du Hezbollah, mais la mission de maintien de la paix fut par la suite annulée. La multiplication des attentats contre les troupes américaines, encouragés par la Syrie et l'URSS de Iouri Andropov qui avait massivement envoyé des militaires et des missiles, sous son exclusive autorité, chez son allié depuis novembre 1982 et dans la partie du Liban qu'elle occupait[réf. nécessaire], pour laver l'affront depuis juin 1982 de son éviction de la crise libanaise, le 7 février 1984, amena le président Reagan à ordonner le retrait des soldats américains du Liban. Oussama ben Laden cita le retrait des forces américaines du Liban comme un signe de la faiblesse américaine. Mais un projet de résolution français présenté à l'ONU le 16 février 1984, s'essayait à lui trouver une sortie honorable (demande de retrait des troupes syriennes du Liban). La résolution se heurta à un veto soviétique.
Le 25 octobre 1983, Reagan ordonna l'invasion de l'île de Grenade dans les Antilles où un coup d'état en 1979 avait amené au pouvoir un gouvernement socialiste mené par le marxiste-léniniste Maurice Bishop. Le 14 octobre, Bishop a été renversé par le pro-soviétique Hudson Austin et exécuté cinq jours plus tard. Une demande officielle de l'Organisation des États de la Caraïbe orientale (OECS) mena à l'intervention américaine lors de l'invasion de la Grenade. Reagan cita la menace posée par l'influence soviéto-cubaine dans les Caraïbes et la menace posée aux centaines d'étudiants américains de l'université de Saint-Georges pour justifier son intervention. Aucun de ces derniers toutefois n'avait été blessé ou menacé. Dès le 19 octobre, le département d’État sollicite les responsables de l’établissement pour qu'il déclarent publiquement leurs élèves en danger, ce à quoi ils se refusent. Il s'agissait de la première opération militaire de grande ampleur conduite par les États-Unis depuis la guerre du Viêt Nam ; les combats durèrent plusieurs jours et le gouvernement communiste fut renversé au prix de 19 tués et de 116 blessés du côté américain. À la mi-décembre, les forces américaines se retirèrent après la nomination d'un nouveau gouvernement.

#### Escalade de la guerre froide
Reagan relança la guerre froide en se retirant des politiques de détente à la suite de l'intervention soviétique en Afghanistan en 1979. Reagan ordonna un renforcement massif des forces armées des États-Unis et appliqua de nouvelles politiques envers l'Union soviétique : il relança le programme du Rockwell B-1 Lancer qui avait été annulé par l'administration Carter et lança la production du missile MX. En réponse au déploiement par les soviétiques des missiles SS-20, Reagan supervisa le déploiement des missiles Pershing de l'OTAN en Allemagne de l'Ouest.

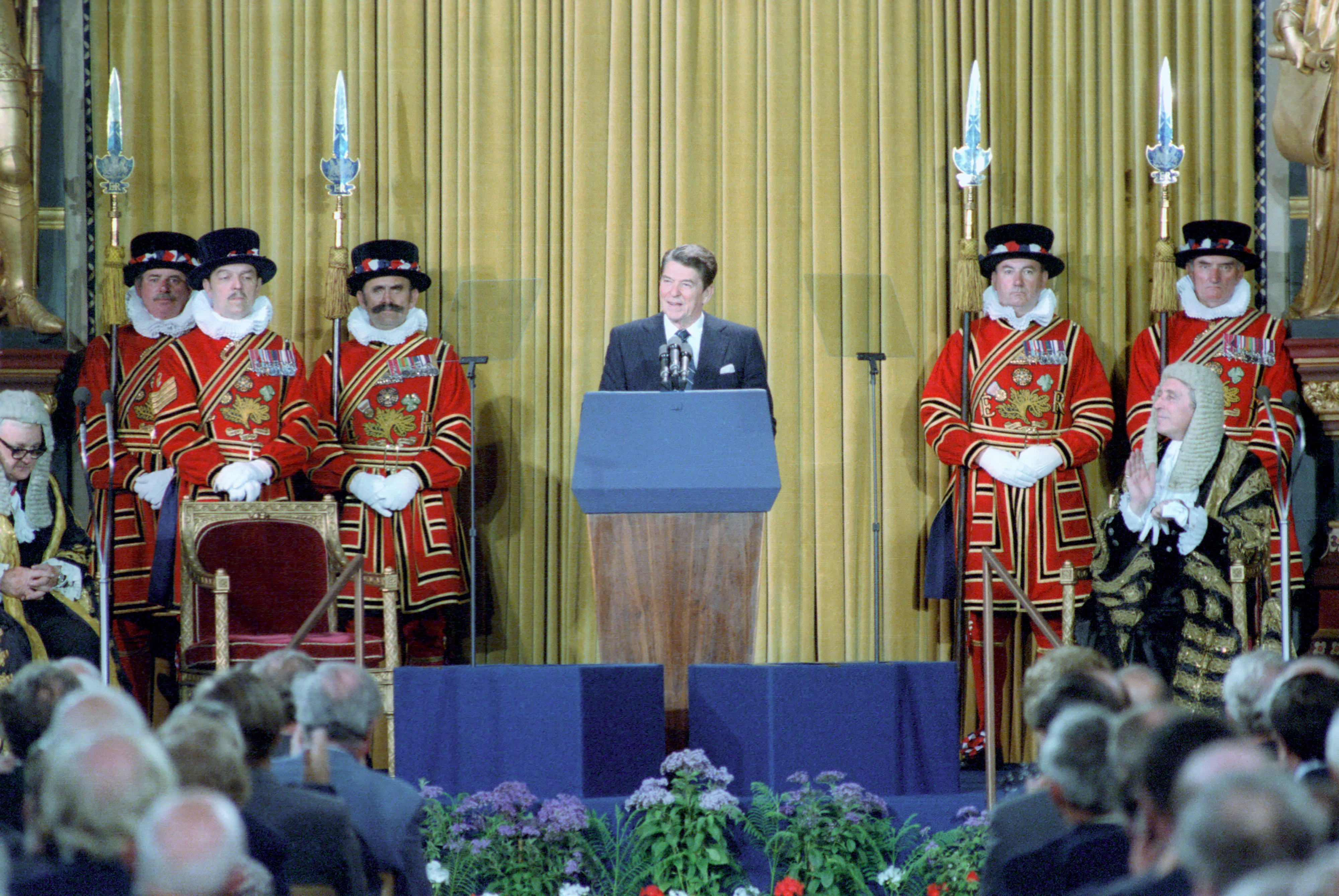
Dans le premier discours d'un président américain au Parlement du Royaume-Uni, Reagan prédit que le marxisme-léninisme sera laissé sur le tas de cendre de l'histoire.

En accord avec la Première ministre britannique Margaret Thatcher, Reagan dénonça l'Union soviétique en termes idéologiques. Dans un discours célèbre au Parlement du Royaume-Uni dans la galerie royale du palais de Westminster, Reagan déclara que la « marche en avant de la liberté et de la démocratie laissera le marxisme-léninisme sur le tas de cendres de l'histoire, ». Le 3 mars 1983, il prédit que le communisme s'effondrerait et avança que le « communisme est un autre chapitre étrange et triste de l'histoire dont les dernières pages sont en train d'être écrites ». Dans un discours à l'Association nationale des évangéliques le 8 mars 1983, Reagan désigna l'Union soviétique comme un « empire du mal ». La même année, est cofondé par Allen Weinstein, sous son gouvernement le National Endowment for Democracy de tendance néoconservatrice finançant différents organismes opposés au bloc de l'Est, tels que Reporters sans frontières, Center for a Free Cuba…[pertinence contestée]
Après la destruction du vol Korean Air Lines 007 par des chasseurs soviétiques près de l'île Moneron en Union soviétique le 1er septembre 1983 qui entraîna la mort de 269 personnes, dont le congressiste Larry McDonald, Reagan qualifia l'acte de « massacre » et déclara que les Soviétiques « s'étaient tournés contre le monde et les principes moraux qui guident les relations humaines ». L'administration Reagan répondit à l'incident en suspendant tous les vols commerciaux entre les deux pays et les accords commerciaux en cours de négociation. Les défaillances du système de navigation du vol 007 ont été accusées d'avoir contribué à l'incident ; en réponse, Reagan demanda le 16 septembre 1983 que le Global Positioning System (GPS) soit disponible gratuitement pour un usage civil afin d'éviter d'autres erreurs de navigation,. Le président exigea également le vote d'une loi internationale interdisant tout tir sur un avion de ligne. Il obtint enfin du Congrès le vote de crédits militaires pour faire face à la menace soviétique. Dans la crise des euromissiles, l'installation des Pershing en Europe occidentale s'en trouva facilitée, du fait d'une certaine démoralisation du mouvement pacifiste.[réf. nécessaire] Une proposition soviétique formulée le 26 août 1983 de destruction des SS 20 en surnombre par rapport aux forces de frappe française et britannique fut ajournée et relayée par des discussions aux négociations de Genève sur les causes du drame. Le 28 septembre 1983, Iouri Andropov, qualifia l'administration Reagan de « dangereuse », « aventuriste », « militariste » et l'accusa d'avoir à ce titre mêlé l'avion civil à une mission américaine de provocation au-dessus du territoire soviétique ; puis d'exploiter politiquement l'affaire afin d'obtenir de nouveaux crédits militaires. Sous une politique qui fut appelée doctrine Reagan, Reagan et son administration mirent en place une aide officielle ou dissimulée à des groupes de guérilla anti-communistes pour « refouler » les gouvernements soutenus par Moscou en Afrique, en Asie et en Amérique latine. Reagan déploya la Special Activities Division de la CIA en Afghanistan et au Pakistan. Ils jouèrent un rôle important dans l’entraînement, l'équipement et la direction des moudjahidine contre l'armée soviétique,. Le programme d'opérations secrètes du président Reagan a été crédité pour avoir contribué à mettre fin à l'occupation soviétique de l'Afghanistan même si les armements fournis par les États-Unis se révélèrent une menace lors de la guerre d'Afghanistan dans les années 2000. À partir de 1982, après la proclamation de l'état de siège de la Pologne par le général Jaruzelski, Ronald Reagan conclut une sorte de sainte-alliance avec le pape Jean-Paul II pour aider le syndicat Solidarnosc réduit à la clandestinité (crédits financiers, ordinateurs, caméras-vidéos, fax). Cependant, Reagan mit fin à la politique de fourniture d'armements à Taïwan mise en place par l'administration Carter pour lutter contre la menace de la Chine communiste.
Dans le conflit Iran-Irak, Reagan adopta initialement une posture neutre avant d'apporter son soutien à l'Irak de Saddam Hussein contre la république islamique d'Iran. À partir de 1987, des navires américains furent déployés dans le golfe Persique pour protéger les pétroliers. Cette intervention entraina plusieurs affrontements armés avec les navires iraniens et le 3 juillet 1988, le vol Iran Air 655 fut abattu par le croiseur USS Vincennes. L'avion civil avait été pris à tort pour un appareil militaire alors qu'il se trouvait dans l'espace aérien iranien. La tragédie souleva le parallèle avec la destruction du KAL 007 par la chasse soviétique cinq ans plus tôt, que le président Reagan avait sévèrement condamnée.
En mars 1983, Reagan introduisit l'initiative de défense stratégique (IDS) prévoyant la mise en place de systèmes au sol et dans l'espace pour protéger les États-Unis d'une attaque de missiles balistiques intercontinentaux,. Reagan considérait que ce bouclier anti-missiles rendrait la guerre nucléaire impossible, mais les incertitudes concernant la faisabilité d'un tel projet menèrent ses opposants à surnommer l'initiative de « guerre des étoiles » et ils avancèrent que les objectifs technologiques étaient irréalistes. Les Soviétiques s'inquiétèrent des possibles effets de l'IDS ; le premier secrétaire Iouri Andropov déclara qu'elle mettrait le monde entier en péril. Pour ces raisons, David Gergen, ancien assistant du président Reagan, considère rétrospectivement que l'IDS a hâté la fin de la guerre froide.
Les critiques ont accusé la politique étrangère de Reagan d'être agressive, impérialiste et « belliciste » mais elle était soutenue par les conservateurs américains qui considéraient qu'elle était nécessaire pour protéger les intérêts des États-Unis. Toutefois en mars 1984 l'un d'entre eux, Barry Goldwater, protesta contre le minage des ports du Nicaragua.

#### Élection présidentielle de 1984

Résultats de l'élection présidentielle de 1984 avec les états remportés par Reagan en rouge, et ceux gagnés par Mondale en bleu.

Porté entre autres choses par la bonne santé de l'économie américaine et par la domination des États-Unis aux Jeux olympiques de Los Angeles, boycottés par les pays du bloc communiste, Ronald Reagan accepte à Dallas la nomination républicaine en vue de l'élection présidentielle de 1984.
Son adversaire démocrate est l'ancien vice-président de Jimmy Carter, Walter Mondale, qui pâtit du bilan du président Carter. Cependant, l'âge avancé de Ronald Reagan, son attitude parfois distraite et sa mauvaise performance au premier débat télévisé présidentiel font douter de son aptitude à effectuer un nouveau mandat. Des rumeurs concernant la maladie d'Alzheimer commencent même à circuler,.
Ronald Reagan rebondit dans le second débat. Confronté aux interrogations sur son âge, il déclare : « Je ne ferais pas de l'âge une question dans cette campagne. Je n'exploiterais pas, pour des raisons politiques, la jeunesse et l'inexpérience de mon opposant ». Cette déclaration lui vaut de nombreux applaudissements dans la salle et le rire de Mondale. Il épilogua sur cette polémique avec une citation de Cicéron sur le fait que les hommes âgés sont faits pour corriger les erreurs des plus jeunes. Au vu de la large avance de Reagan dans les sondages, l'enjeu de l'élection est surtout le contrôle du Congrès,.
Lors de l'élection de 1984, Ronald Reagan remporte 49 des 50 États américains. Le président sortant recueille 525 votes au collège électoral des États-Unis, plus que tout autre candidat dans l'histoire américaine et son avance dans le vote populaire est de 18 points. Mondale n'arrive en tête que dans son État natal du Minnesota (avec seulement 3 800 voix d'avance) et dans la capitale fédérale. En outre, les Républicains gardent le contrôle du Sénat et gagnent des sièges à la Chambre des représentants, qui reste cependant majoritairement démocrate.

### Second mandat (1985-1989)

#### Investiture
Reagan prêta serment pour la seconde fois le 20 janvier 1985, dans une cérémonie privée à la Maison-Blanche. Comme le 20 janvier était un dimanche, une cérémonie publique ne fut pas organisée mais prit place le lendemain dans la rotonde du Capitole. Le 21 janvier fut l'un des jours les plus froids jamais enregistré à Washington, D.C. avec −20 °C au matin ; du fait du mauvais temps, les célébrations furent organisées dans le Capitole. Dans les semaines qui suivirent, il modifia en partie son administration, le chef de cabinet de la Maison Blanche James Baker et le secrétaire au Trésor Donald Regan échangèrent leurs fonctions.

#### Controverse de Bitburg

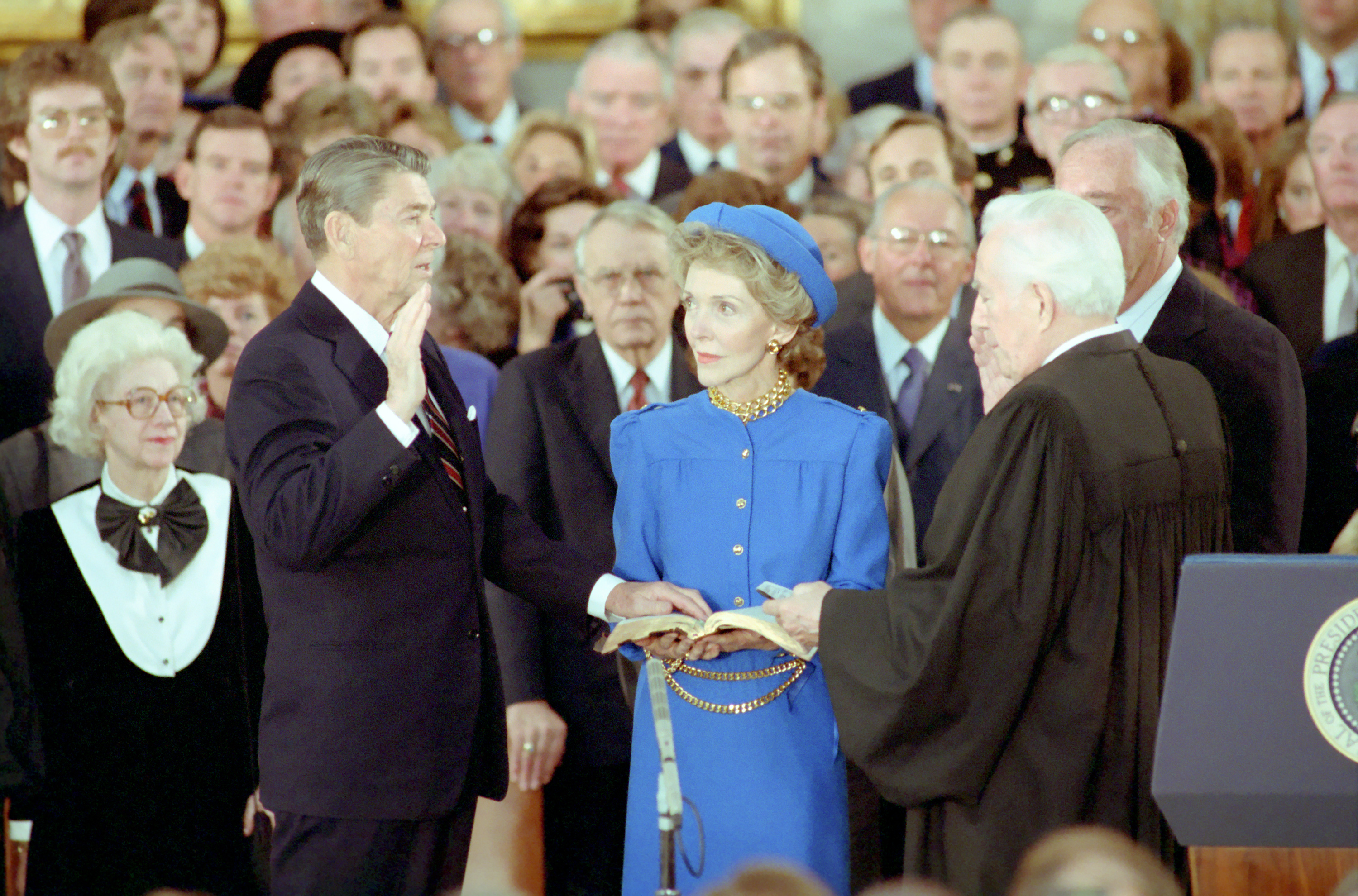
Ronald Reagan prête serment pour un second mandat dans la rotonde du Capitole.

En 1985, Reagan visita un cimetière militaire allemand à Bitburg pour déposer une gerbe avec le chancelier ouest-allemand Helmut Kohl. Le cimetière accueillait cependant les tombes de 49 membres de la Waffen-SS. Reagan délivra un communiqué présentant les soldats nazis comme des « victimes », une désignation qui déclencha la controverse sur le fait que Reagan ait mis les hommes de la SS sur le même plan que les victimes de la Shoah ; Pat Buchanan, le directeur de la communication de Reagan défendit qu'il avait fait ce rapprochement. Maintenant fortement pressé d'annuler la visite, le président répondit qu'il serait inopportun de revenir sur une promesse faite au chancelier Kohl. Il assista finalement à la cérémonie où deux généraux déposèrent une gerbe. Margaret Thatcher se déclara choquée par le geste. La controverse de Bitburg fut analysée comme un des rares fiasco de communication de Reagan.

#### Accident spatial
Par ailleurs, l'accident de la navette spatiale Challenger le 28 janvier 1986 se révéla un moment crucial dans la présidence Reagan. Les sept astronautes à bord furent tués. La nuit du désastre, Reagan prononça un discours, écrit par Peggy Noonan, dans lequel il déclara :

« Le futur n'appartient pas aux timides ; il appartient aux braves… Nous ne les oublierons jamais, ni la dernière fois que nous les avons vus, ce matin, quand ils préparèrent leur voyage et dirent au revoir et rompirent les liens difficiles avec la Terre pour toucher le visage du Créateur . »

#### War on Drugs
Au milieu de son second mandat, Reagan lança des politiques plus ambitieuses dans le cadre de la guerre contre les drogues. Il déclara que les « drogues menacent notre société » et promit de se battre pour des écoles et des lieux de travail sans drogue, une expansion des traitements de la dépendance, des interdictions sur la consommation et une plus grande information du public,.
En 1986, Reagan signa une loi d'application débloquant 1,7 milliard de dollars pour la guerre contre les drogues et définissant une peine minimale obligatoire pour les délits liés à la drogue. La loi fut critiquée car elle promouvait d'importantes disparités raciales dans la population carcérale et ses détracteurs avancèrent que les politiques avaient peu d'impact sur la disponibilité des drogues tout en étant un fardeau financier pour les États-Unis. Les défenseurs de la législation pointèrent les succès réalisés dans la réduction de la consommation chez les adolescents,.
La première dame Nancy Reagan fit de la guerre contre les drogues sa principale priorité en lançant la campagne d'éducation Just Say No pour décourager les enfants et les adolescents de toucher à la drogue. Reagan se rendit dans 65 villes dans 33 États pour alerter les jeunes des dangers des drogues dont l'alcool.

#### Bombardement de la Libye
Les relations entre la Libye et les États-Unis furent continuellement tendues tout au long du mandat de Reagan. Un incident aérien au-dessus du golfe de Syrte en 1981 fut le premier d'une série d'affrontements entre les deux pays. En 1982, Kadhafi était considéré par la CIA comme appartenant avec le dirigeant soviétique Léonid Brejnev et le dirigeant cubain Fidel Castro à la « trinité impie » et fut qualifié de « notre ennemi public international numéro un » par un officiel de la CIA. Mais il lui était impossible d'exécuter un plan d'attaque contre Cuba - que la presse américaine révéla en octobre 1981 - sans prendre le risque de déclencher une guerre nucléaire ou conventionnelle avec l'URSS de Brejnev, selon l'accord Kennedy-Khrouchtchev issu de la crise des missiles de 1962 et que La Pravda du 9 novembre 1981 rappela (pas d'armes soviétiques offensives à Cuba, pas d'intervention américaine dans l'île). Aussi renonça-t-il définitivement à ses projets de frappe, après cet article et la mise en alerte par la marine soviétique de ses forces militaires conventionnelles présentes dans les Caraïbes[réf. nécessaire]. En revanche il n'existait aucun engagement soviétique en Libye. Un attentat dans une discothèque de Berlin-Ouest le 5 avril 1986 qui tua un soldat américain et blessa 63 membres du personnel militaire américain raviva les tensions. Déclarant qu'il y avait des « preuves irréfutables » que la Libye avait dirigé l'« attentat terroriste », Reagan ordonna l'emploi de la force contre ce pays. Dans la soirée du 15 avril 1986, les États-Unis lancèrent des frappes aériennes sur des cibles terrestres en Libye,. Le Premier ministre britannique Margaret Thatcher autorisa l'armée de l'air américaine à utiliser des bases britanniques pour lancer ses attaques en justifiant que le Royaume-Uni soutenait le droit des États-Unis à se défendre sous l'article 51 de la charte des Nations unies. L'attaque devait permettre de mettre fin à la « capacité de Kadhafi à exporter le terrorisme » en lui offrant des « incitations et des raisons pour arrêter son comportement criminel ». Le président s'adressa à la nation depuis le Bureau ovale après le début des attaques en déclarant que « lorsque nos citoyens sont attaqués ou maltraités n'importe où dans le monde sur les ordres directs de régimes hostiles, nous répondrons aussi longtemps que je serai en fonction ». Dès le début de l'année 1981, Reagan qualifia Kadhafi de « chien fou du Moyen-Orient » et le considérait comme l'ennemi public numéro un. En réaction, l'URSS de Gorbatchev se contenta de protester et de repousser de quelques mois un déplacement de son ministre des Affaires étrangères, Edouard Chevardnadzé à Washington.

#### Immigration
Reagan signa l'Immigration Reform and Control Act de 1986 qui rendait illégale l'embauche d'immigrants illégaux, demandait aux employeurs d'attester de la citoyenneté de leurs employés et accordait l'amnistie à environ trois millions d'immigrés illégaux qui étaient entrés aux États-Unis avant le 1er janvier 1982 et y avaient continuellement séjourné depuis. Les critiques avancèrent que les sanctions contre les employeurs étaient limitées et qu'elles ne permettraient pas de réduire l'immigration clandestine. Lors de la signature de la loi, aux pieds de la statue de la Liberté récemment restaurée, Reagan déclara : « Les clauses de légalisation de cette loi permettront d'améliorer grandement la vie de cette classe d'individus devant se cacher dans l'ombre sans pouvoir accéder aux bénéfices d'une société libre et ouverte. Bientôt ces hommes et ces femmes pourront sortir au grand jour et au bout du compte, s'ils le veulent, devenir Américains ». Reagan déclara également : « les sanctions contre les employeurs sont un élément capital de la loi. Elles retireront l'incitation à l'immigration clandestine en éliminant les offres d'emplois qui attirent les étrangers ici ».

#### Affaire Iran-Contra

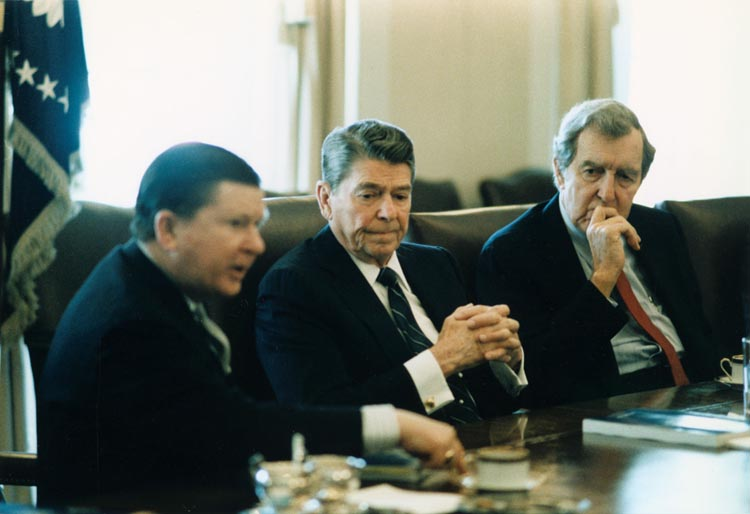
Le président Reagan reçoit le rapport de la commission Tower dans la Cabinet Room de la Maison-Blanche, 1987.

En 1986, l'administration Reagan fut touchée par un scandale concernant la vente officieuse d'armes à l'Iran pour financer les Contras du Nicaragua ; or ce financement avait été spécifiquement interdit par le Congrès,. L'affaire Iran-Contra devint le plus grand scandale politique aux États-Unis dans les années 1980. La Cour internationale de justice, dont l'autorité pour juger l'affaire était disputée, établit que les États-Unis avaient violé les lois internationales au Nicaragua car ils s'étaient engagés à ne pas intervenir dans les affaires d'autres États.
Le président Reagan déclara qu'il n'était pas au courant de l'affaire. Il nomma deux républicains et un démocrate (John Tower, Brent Scowcroft et Edmund Muskie) au sein de la « Commission Tower » pour enquêter sur le scandale. La commission ne trouva pas de preuves directes que Reagan avait une connaissance préalable du programme mais elle l'a fortement critiqué pour son désengagement de la gestion de son équipe qui avait permis la diversion des fonds. Un rapport séparé du Congrès concluait que « si le président ne savait pas ce que ses conseillers à la défense faisaient, il aurait dû ». La popularité de Reagan passa de 67 à 46 % en moins d'une semaine, la plus forte chute pour n'importe quel président américain. Le scandale déboucha sur le procès de quatorze personnes dans l'entourage du président et onze d'entre eux furent condamnés. L’administration Reagan autorisa aussi des opérations de sabotage (minage de ports, destruction de récoltes, etc.) en plus d'imposer un embargo total au Nicaragua.
De nombreux habitants d'Amérique centrale critiquent Reagan pour son soutien aux Contras, le qualifiant de zélote anti-communiste et insensible aux violations des droits de l'homme tandis que d'autres avancent qu'il a « sauvé l'Amérique centrale ». Daniel Ortega, ancien chef des sandinistes et actuel président du Nicaragua, déclara qu'il espérait que Dieu pardonne Reagan pour sa « sale guerre contre le Nicaragua ». En 1986, les États-Unis furent reconnus coupables de crimes de guerre contre le Nicaragua par la cour internationale de justice.

#### Fin de la guerre froide

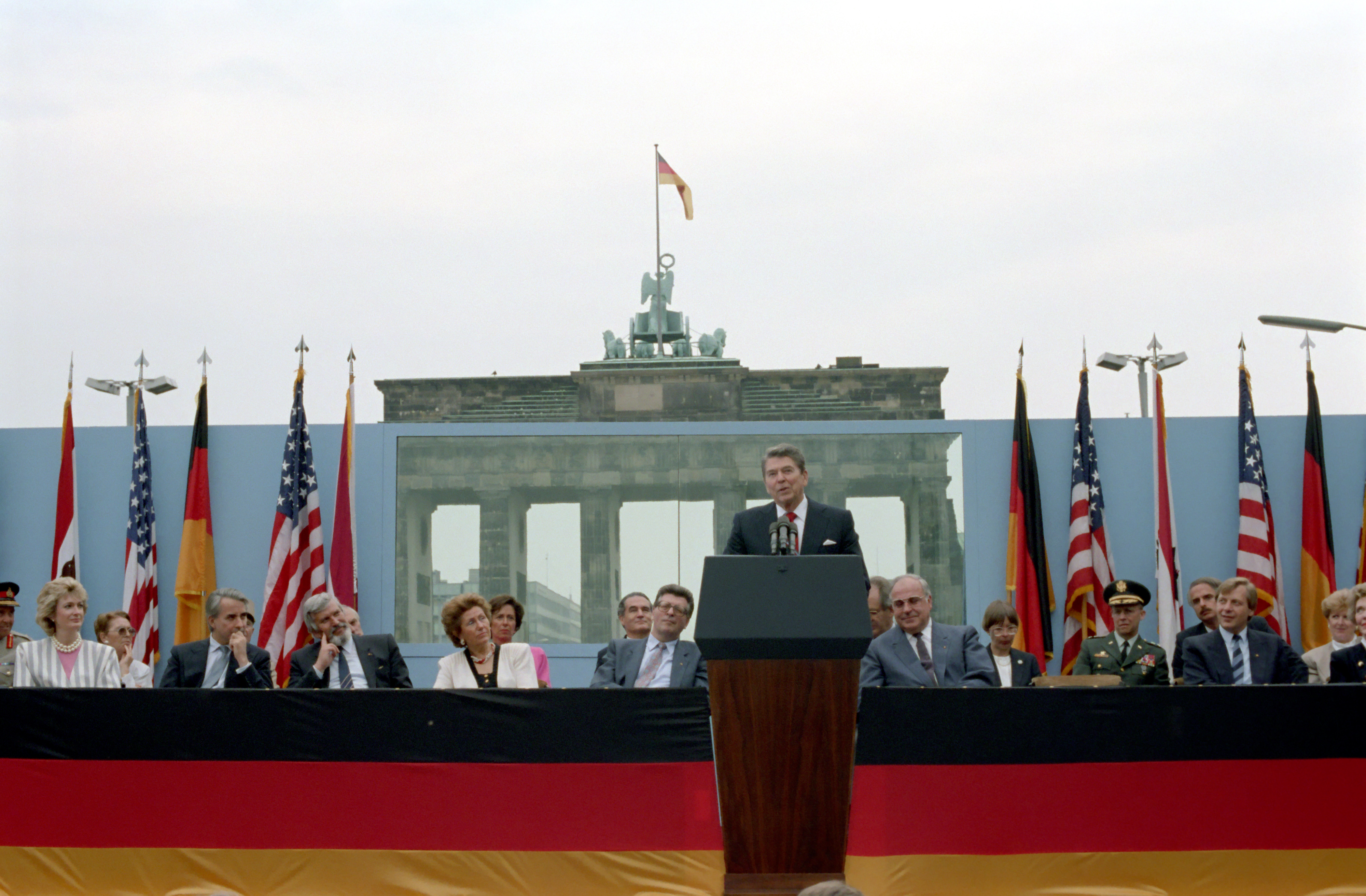
Ronald Reagan devant la porte de Brandebourg du mur de Berlin met au défi Mikhaïl Gorbatchev d'« abattre ce mur ».

Au début des années 1980, l'URSS avait mis en place une armée et un arsenal militaire qui surpassait les États-Unis. Auparavant, les Américains comptaient sur la supériorité technologique de leurs armements pour essentiellement inquiéter les Soviétiques mais le fossé se rétrécissait. Après le renforcement de la Défense par Reagan, l'Union soviétique ne développa pas ses capacités militaires ; les énormes dépenses militaires associées à l'économie planifiée et à l'agriculture planifiée étaient un fardeau très lourd pour l'économie soviétique. Au même moment, l'administration Reagan persuada l'Arabie saoudite d'accroître sa production de pétrole , ce qui entraîna un effondrement des prix du pétrole en 1985, qui tombèrent à un tiers du niveau précédent ; le pétrole était l'une des principales exportations de l'Union soviétique. Ces facteurs entraînèrent une stagnation de l'économie soviétique durant le mandat de Gorbatchev.
Reagan reconnut le changement d'orientation de la direction soviétique avec l'arrivée de Mikhaïl Gorbatchev et chercha à encourager le dirigeant soviétique à entamer des négociations de désarmement. Reagan considérait en effet que sa mission était de réaliser un « monde libéré des armes nucléaires », qu'il voyait comme « totalement irrationnelles, totalement inhumaines, bonnes à rien si ce n'est à tuer et éventuellement destructrices de toute vie sur Terre et de la civilisation,,. » Gorbatchev et Reagan organisèrent quatre conférences sur le désarmement entre 1985 et 1988 : la première à Genève, la deuxième à Reykjavik, la troisième à Washington D.C. et la quatrième à Moscou. Reagan croyait que s'il pouvait convaincre les Soviétiques d'autoriser plus de démocratie et une plus grande liberté de parole, cela mènerait à la réforme et à la fin du communisme.
Lors d'un discours devant le mur de Berlin le 12 juin 1987, Reagan déclara :

« Secrétaire général Gorbatchev, si vous cherchez la paix, si vous cherchez la prospérité pour l'Union soviétique et pour l'Europe de l'Est, si vous cherchez la libéralisation, venez devant cette porte ! M. Gorbatchev, ouvrez cette porte ! M. Gorbatchev, abattez ce mur ! »

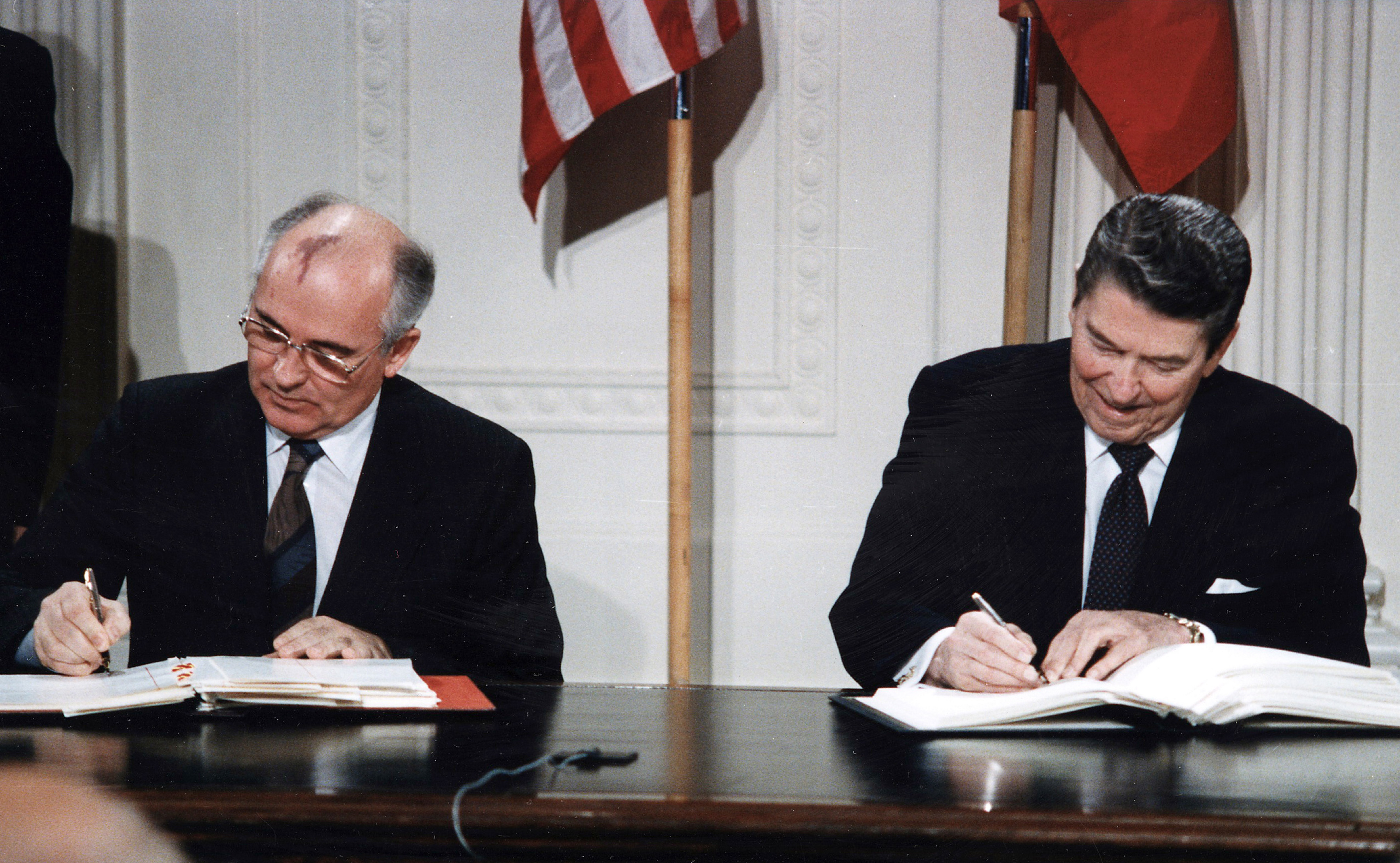
Reagan et Gorbatchev signent le traité INF à la Maison-Blanche en 1987.

Avant la visite de Gorbatchev à Washington D.C. pour le troisième sommet en 1987, le dirigeant soviétique annonça son intention de signer un accord visant un important désarmement. Le moment de l'annonce mena les diplomates occidentaux à penser que Gorbatchev réalisait d'importantes concessions au niveau des armements conventionnels et nucléaires et sur sa politique en Europe orientale. Les deux hommes signèrent le traité INF à la Maison-Blanche ; cet accord éliminait l'ensemble de la classe des missiles balistiques à portée intermédiaire qui avaient été la cause de la crise des euromissiles au début des années 1980. Reagan et Gorbatchev posèrent les bases du traité START I qui fut signé au début des années 1990.

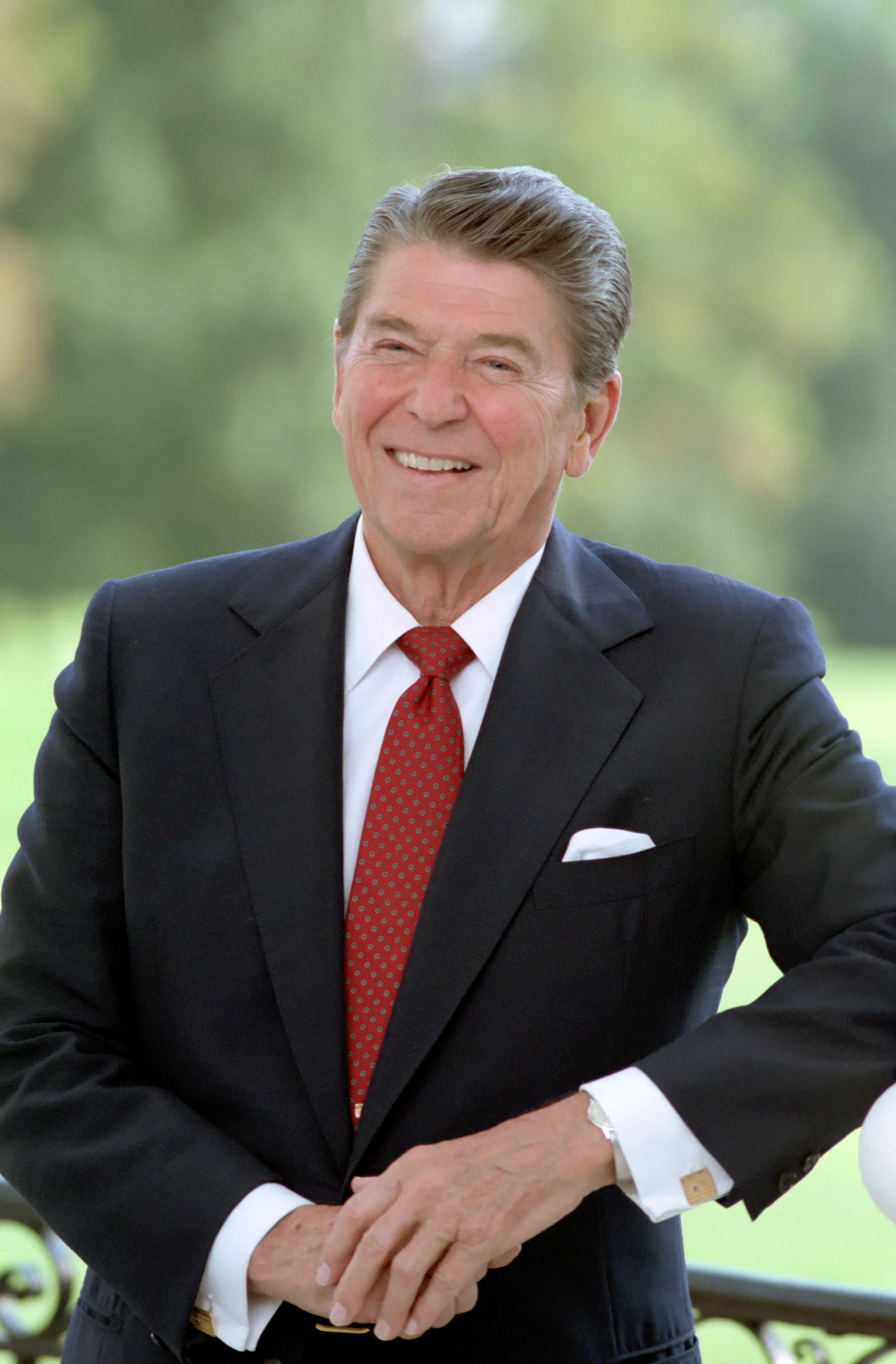
Ronald Reagan en 1984.

Lorsque Reagan visita Moscou pour le quatrième sommet en 1988, il était considéré comme une célébrité par les Soviétiques. Sur la place Rouge, un journaliste lui demanda s'il considérait toujours l'Union soviétique comme un empire du mal ; il répondit « Non, je parlais d'un autre temps, d'une autre époque. » À la demande de Gorbatchev, Reagan donna une conférence sur le marché libre à l'université d'État de Moscou. Dans son autobiographie, An American Life, Reagan exprima son optimisme concernant la nouvelle direction qu'ils avaient dessinée et son amitié pour Gorbatchev. En novembre 1989, le mur de Berlin fut abattu, la guerre froide prit officiellement fin le 3 décembre 1989 lors d'un sommet à Malte et l'Union soviétique disparut deux ans plus tard. Plusieurs journalistes voient dans les visites en Allemagne et en URSS un revirement diplomatique et des succès stratégiques qui le rendirent populaire à l'international, une fin de mandat qui contraste avec la situation plus mitigée aux États-Unis, face à l'Irangate et aux Midterms de 1986, qui permirent aux démocrates de contrôler le Congrès. Seul, parmi ses cibles initiales dans les Caraïbes le régime marxiste-léniniste de Fidel Castro à Cuba lui a résisté et est encore là. Ce qui a fait dire à certains « Aucun chef d'état, pas même Ronald Reagan, n'a tenté quelque chose contre le Lider Maximo en son île même. » Les tentatives de déstabilisation par la voie des ondes ont été annoncées peu après son avènement et se concrétisèrent par la création d'une radio José Marti en 1981, puis d'une télévision éponyme en 1988. Elles ne parvinrent pas à dresser la population cubaine contre le régime. Et ce fut son successeur qui eut raison en février 1990 des Sandinistes du Nicaragua en Amérique centrale faisant comprendre à la population qu'elle serait toujours soumise à embargo si elle renouvelait comme en novembre 1984 sa confiance au pouvoir néo-castriste. Outre les réticences du congrès à soutenir militairement les contras, l'aide de l'URSS joua beaucoup dans cet échec relatif. Réitérant le scénario cubain des années 1960 Ronald Reagan imposa le 1er mai 1985 un embargo économique sur le Nicaragua, et quelques semaines plus tard l'URSS de Gorbatchev dans la lignée de ses prédécesseurs se déclara disposée à pourvoir à tous les besoins pétroliers de son allié.

### État de santé
Dès le début de sa présidence, Reagan commença à porter une audioprothèse, initialement dans l'oreille droite et par la suite dans les deux oreilles. Sa décision de rendre publiques en 1983 ses difficultés d'audition et son utilisation de prothèses auditives entraîna une forte hausse de leurs ventes.
Le 13 juillet 1985, Reagan subit une opération chirurgicale à l'hôpital naval de Bethesda pour retirer un polype cancéreux de son côlon. Il délégua les pouvoirs présidentiels au vice-président pour une durée de huit heures selon une procédure similaire au XXVe amendement qu'il avait refusé d'invoquer. L'opération dura juste trois heures et fut réussie ; Reagan reprit les pouvoirs présidentiels plus tard dans la journée. En août de la même année, il subit une autre opération pour retirer des tissus cancéreux de son nez. En octobre, d'autres tissus cancéreux furent repérés dans son nez et retirés.
En janvier 1987, Reagan fut opéré pour un gonflement de la prostate qui entraînait des inquiétudes sur sa santé. Cependant aucun tissu cancéreux ne fut trouvé et il ne fut pas endormi durant l'opération. En juillet 1987, il subit une troisième opération pour retirer des cellules cancéreuses de son nez.

### Nominations judiciaires
Durant sa campagne de 1980, Reagan promit que s'il en avait l'occasion, il nommerait une femme à la Cour suprême des États-Unis. L'occasion arriva la première année de son mandat et il nomma Sandra Day O'Connor pour remplacer Potter Stewart qui prenait sa retraite. Lors de son second mandat, Reagan nomma William Rehnquist pour succéder à Warren Burger en tant que Chief Justice et choisit Antonin Scalia pour occuper le siège laissé vacant. Reagan nomma le juriste conservateur Robert Bork à la Cour suprême en 1987. Le sénateur démocrate Ted Kennedy du Massachusetts s'opposa à cette nomination et une grande controverse s'ensuivit. La nomination de Bork fut rejetée par 58 voix contre 42. Reagan proposa ensuite Douglas Ginsburg (en) mais Ginsburg se retira après avoir été attaqué pour sa consommation de cannabis. Anthony Kennedy fut finalement nommé. En plus de ses trois nominations à la Cour suprême, Reagan nomma 83 juges aux cours d'appel fédérales des États-Unis et 290 juges aux cours de district des États-Unis.
Reagan nomma également Vaughn Walker (en), qui se révéla par la suite être le premier juge fédéral homosexuel, à la cour de district pour le district central de Californie. Cependant, sa nomination échoua devant le Sénat et Walker ne fut pas confirmé avant d'être choisi à nouveau par le successeur de Reagan, George H. W. Bush.

## Retraite et maladie

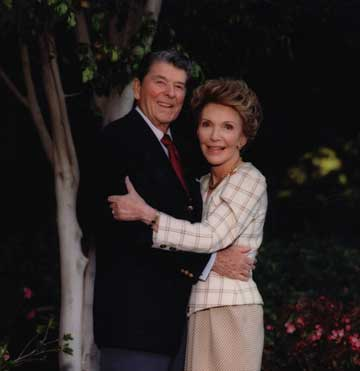
Ronald et Nancy Reagan à Los Angeles au début des années 1990.

### Premières années
Après avoir quitté la Maison-Blanche en 1989, les Reagan achetèrent une résidence à Bel Air à Los Angeles en plus du Ranch Reagan à Santa Barbara. Ils assistaient régulièrement aux offices de l'église presbytérienne de Bel Air et apparaissaient parfois pour le compte du Parti républicain ; Reagan donna un discours remarqué lors de la convention républicaine de 1992. Le 4 novembre 1991, la bibliothèque présidentielle Ronald-Reagan fut inaugurée et ouverte au public. Lors de la cérémonie, cinq présidents se trouvaient dans l'assistance de même que six premières dames ; il s'agissait de la première fois que cinq présidents se trouvaient au même endroit. Reagan se prononça publiquement en faveur d'un élargissement du véto présidentiel ; pour la loi Brady sur le contrôle des armes à feu nommée d'après James Brady qui avait été touché lors de la tentative d'assassinat contre Reagan ; pour un amendement imposant le vote d'un budget en équilibre ; et pour l'abrogation du XXIIe amendement de la Constitution des États-Unis relatif au nombre de mandats présidentiels. En 1992, Reagan présenta le Ronald Reagan Freedom Award avec la nouvelle Fondation présidentielle Ronald Reagan. Il donna son dernier discours public le 3 février 1994 lors d'un hommage en son honneur à Washington D.C et il réalisa sa dernière grande apparition publique lors des funérailles de Richard Nixon le 27 avril 1994.

### Maladie d'Alzheimer
En août 1994, on diagnostiqua à Reagan, alors âgé de 83 ans, la maladie d'Alzheimer, une maladie neurodégénérative incurable du tissu cérébral qui entraîne la perte progressive et irréversible des fonctions mentales et notamment de la mémoire,. En novembre, il annonça publiquement sa maladie dans une lettre manuscrite dans laquelle il écrivit :

« […] [O]n m'a récemment annoncé que j'étais l'un de ces millions d'Américains atteint de la maladie d'Alzheimer… En ce moment je me sens bien. J'ai l'intention de vivre le reste des années que Dieu m'a données sur cette Terre à faire les choses que j'ai toujours faites… J'entame maintenant le voyage qui me mènera au crépuscule de ma vie. Je sais que pour l'Amérique il y aura toujours une aube radieuse. Merci mes amis. Que Dieu vous bénisse. »

Après cette annonce, il reçut de très nombreux messages de soutien dans sa maison de Californie mais il y avait également des spéculations sur le fait qu'il était atteint de la maladie alors qu'il était président. Dans ses mémoires, l'ancienne correspondante à la Maison-Blanche de CBS, Lesley Stahl, raconta sa dernière réunion avec le président en 1986 : « Reagan ne semblait pas savoir qui il était… J'ai pensé qu'il était dingue. J'allais devoir annoncer à mes concitoyens que le président des États-Unis était complètement à l'ouest ». Le président regagna cependant sa lucidité à la fin de l'entretien. Comme elle l'écrivit, « J'étais à ça de rapporter que Reagan était sénile ». Cependant, le docteur Lawrence K. Altman, un médecin employé comme journaliste par le New York Times note que « la distinction entre la simple étourderie et le début de l'Alzheimer peut être floue » et les quatre médecins de Reagan à la Maison-Blanche déclarèrent qu'il n'y avait aucun signe de maladie lors de sa présidence Le docteur John E. Hutton, le médecin de Reagan de 1984 à 1989, affirme en 1997 que le président ne présentait « absolument aucun signe de démence ou d'Alzheimer ». Reagan fut occasionnellement victime de trous de mémoire, en particulier avec les noms. Lors d'une réunion avec le Premier ministre japonais Yasuhiro Nakasone, il fit à plusieurs reprises référence au vice-président Bush comme au « Premier ministre Bush ». Les médecins de Reagan notent néanmoins qu'il n'a commencé à présenter les symptômes de la maladie que vers la fin de l'année 1992 ou 1993, plusieurs années après la fin de son mandat. Son ancien chef de cabinet James Baker considéra comme « grotesque » l'idée que Reagan dormait durant les réunions du cabinet. D'autres membres de son équipe, d'anciens assistants et des amis déclarèrent qu'ils n'avaient vu aucun indice suggérant que le président était atteint d'Alzheimer.

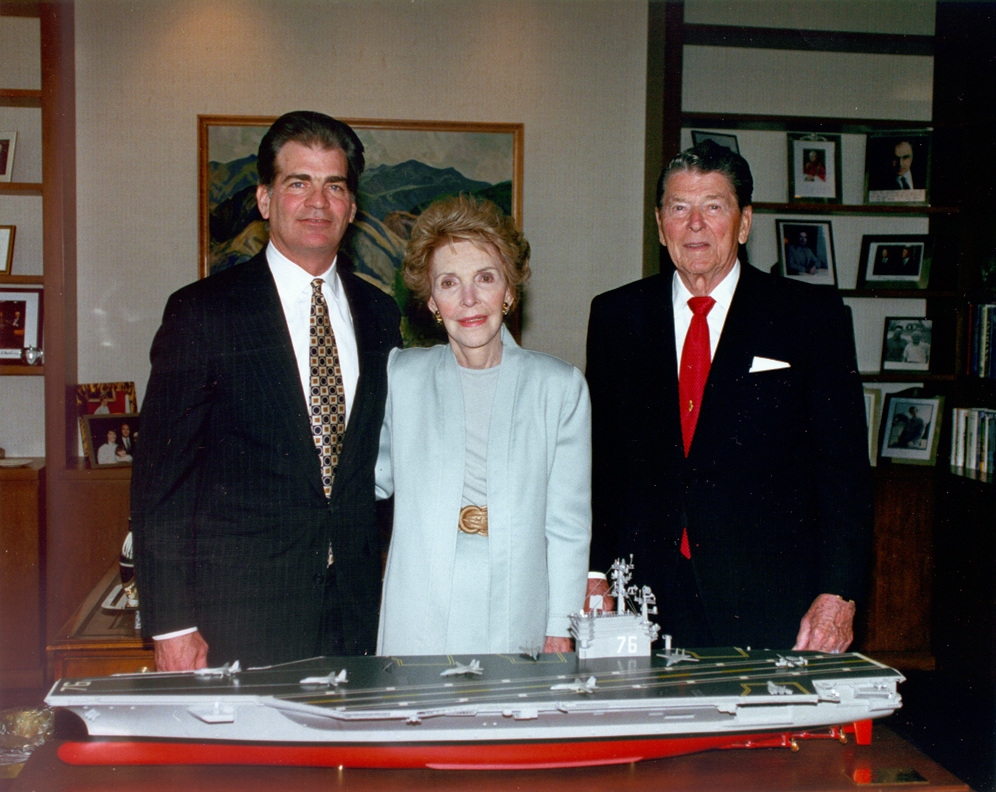
Les Reagan avec une maquette de l' en mai 1996. À gauche se trouve le PDG de Newport News Shipbuilding, Bill Fricks.

Pour compliquer la question, Reagan fut victime d'un traumatisme crânien en juillet 1989, cinq ans avant le diagnostic. Après être tombé de cheval au Mexique, un hématome sous-dural se forme et fut opéré plus tard dans l'année,. Nancy Reagan assura que la chute de son mari en 1989 accéléra l'apparition de la maladie d'Alzheimer en citant ce que lui avaient dit les médecins même s'il n'est pas certain qu'un traumatisme crânien soit une cause d'apparition d'Alzheimer ou de démence,. L'un des médecins de Reagan, le docteur Daniel Huge, déclara qu'il était possible mais pas certain que l'accident de cheval ait affecté la mémoire de Reagan.
À la fin des années 1990, Ronald Reagan continue à se promener dans les parcs et les plages près de sa maison, à jouer au golf et à se rendre régulièrement à son bureau près de Century City.
Il chute dans sa résidence de Bel Air le 13 janvier 2001, se brisant la hanche ; la fracture est opérée avec succès le lendemain, bien que la rééducation, faite à domicile, soit difficile. Le 6 février 2001, il fête son 90e anniversaire, devenant le troisième président à atteindre cet âge (les deux autres étant John Adams et Herbert Hoover ; Gerald Ford atteint les 90 ans le 14 juillet 2003).
Mais au fil du temps, la maladie détruit ses capacités mentales. Ses apparitions publiques se font plus rares et sa famille décide qu'il doit vivre au calme, dans un isolement partiel, avec son épouse, Nancy. En 2001, celle-ci déclare à Larry King que rares sont les visiteurs autorisés à voir son époux, qui souhaite selon elle que « les gens se souviennent de lui comme il était auparavant ». Bien que sa famille reste discrète sur son état de santé, des sources indiquent que Ronald Reagan ne reconnaît que quelques personnes, dont sa femme, Nancy. En 2003, selon le magazine People, son état s'est aggravé au point qu'il ne reconnaît plus aucun de ses proches et qu'il est alité en permanence,.
À la suite du diagnostic de la maladie et de la mort de son mari, Nancy Reagan devient l'avocate de la recherche sur les cellules souches et presse le Congrès et le président George W. Bush de financer ces études, ce à quoi Bush s'oppose. En 2009, elle félicite Barack Obama pour la levée de cette interdiction. Nancy Reagan estimait que cette recherche permettrait d'obtenir un traitement contre Alzheimer.

### Décès et funérailles

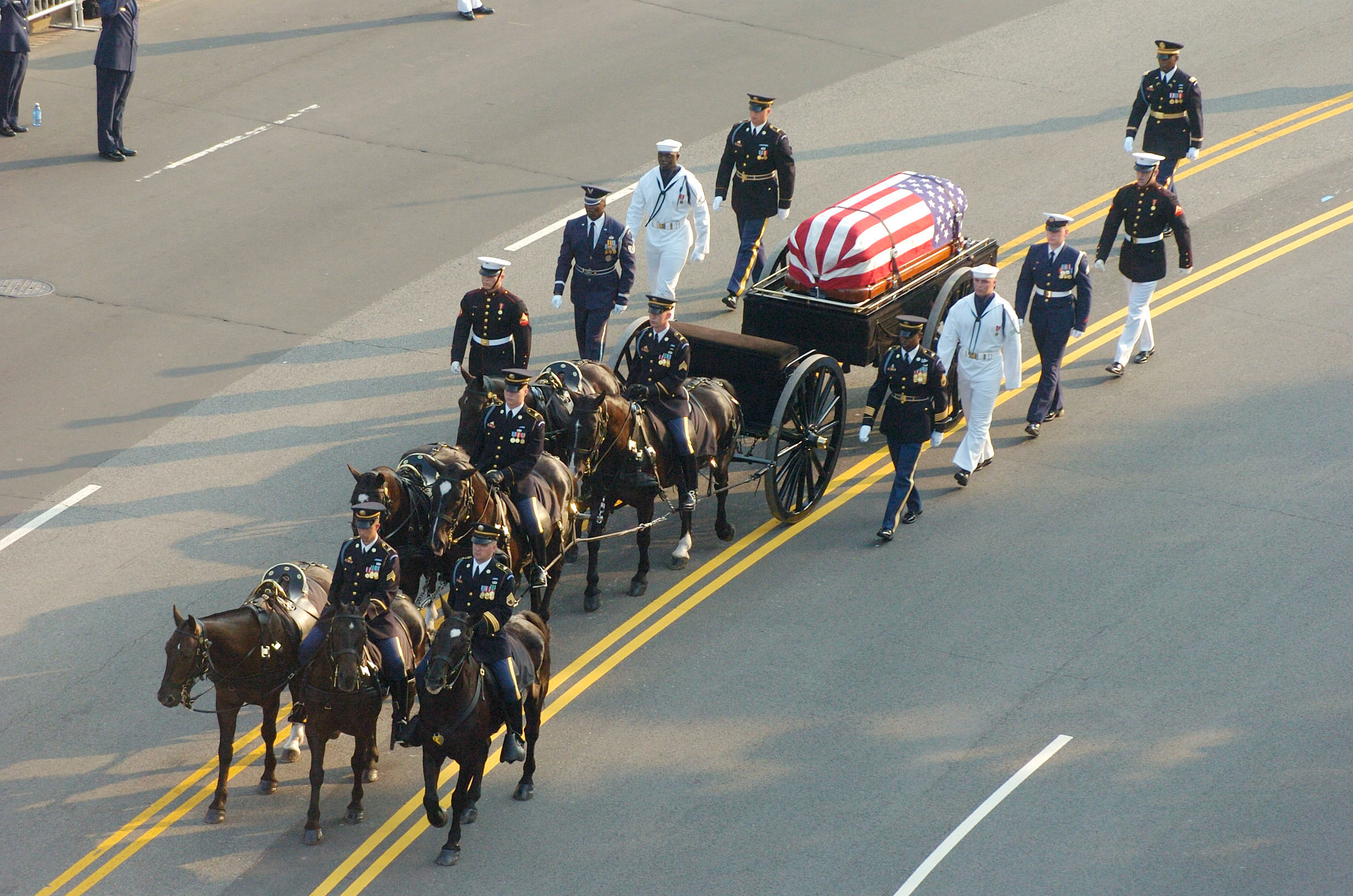
Le cercueil de Ronald Reagan est emmené vers le Capitole de Washington.

Ronald Reagan meurt d'une pneumoniesévère dans sa maison de Bel Air, en Californie, dans l'après-midi du 5 juin 2004. Peu après sa mort, Nancy Reagan délivre une annonce indiquant : « Ma famille et moi souhaitons que le monde sache que le président Ronald Reagan est mort après dix ans de maladie d'Alzheimer à l'âge de 93 ans. Nous serons sensibles aux prières de tout le monde ». Le président George W. Bush décrète le 11 juin comme jour de deuil national et des hommages affluèrent du monde entier. Le corps de Reagan fut emmené dans l'après-midi dans la Kingsley and Gates Funeral Home de Santa Monica où les sympathisants lui rendirent hommage. Le 7 juin, son corps est déplacé dans la bibliothèque présidentielle Ronald-Reagan, où se tient une brève cérémonie privée. Le cercueil est exposé dans le hall de la bibliothèque jusqu'au 9 juin ; plus de 100 000 personnes défilent devant sa dépouille. Le 9 juin, le corps de Reagan est emmené à Washington D.C. où il est placé dans la rotonde du Capitole ; 104 684 personnes défilent devant sa dépouille durant les 34 heures de présence.
Le 11 juin, des funérailles nationales présidées par le président George W. Bush se tiennent dans la cathédrale nationale de Washington. Des éloges funèbres sont prononcés par l'ancienne Première ministre britannique Margaret Thatcher, l'ancien Premier ministre canadien Brian Mulroney et les deux présidents Bush. Mikhaïl Gorbatchev, le Premier ministre britannique Tony Blair, le chancelier allemand Gerhard Schröder, le président du Conseil italien Silvio Berlusconi, l'ancien président français Valéry Giscard d'Estaing et les présidents Hamid Karzai d'Afghanistan et Ghazi Machal Ajil al-Yawer d'Irak assistent à la cérémonie. Blair, Schröder, Berlusconi, Karzai et al-Yawer étaient juste avant les funérailles au Sommet du G8 de 2004 à Sea Island en Géorgie et décidèrent à l'annonce de la mort de Reagan de prolonger leur visite aux États-Unis pour assister aux funérailles. D'autres chefs d'État présents au sommet décident de ne pas assister aux funérailles et rendent hommage à Ronald Reagan lors du sommet. C'est notamment le cas du Premier ministre canadien Paul Martin, du président français Jacques Chirac, du président russe Vladimir Poutine, du Premier ministre irlandais Bertie Ahern et du Premier ministre japonais Junichiro Koizumi.
Après les funérailles, la famille Reagan retourne à la bibliothèque présidentielle en Californie où une dernière cérémonie est organisée pour l'inhumation.
Sa tombe porte l'inscription « Je sais dans mon cœur que tout homme est bon, que ce qui est juste triomphera toujours et qu'il y a un objectif et une valeur en toute vie » rappelant les paroles qu'il avait prononcées lors de l'inauguration de la bibliothèque.
Au moment de sa mort, Ronald Reagan est le président le plus âgé de l'histoire américaine avec 93 ans et 120 jours d'existence (soit 2 ans et 8 mois de plus que John Adams). Il est le quatrième président le plus âgé de l'histoire et le premier à être mort au XXIe siècle. En 2018, George H. W. Bush meurt à un âge plus avancé (94 ans), tandis que Jimmy Carter les dépasse la même année.

## Héritage

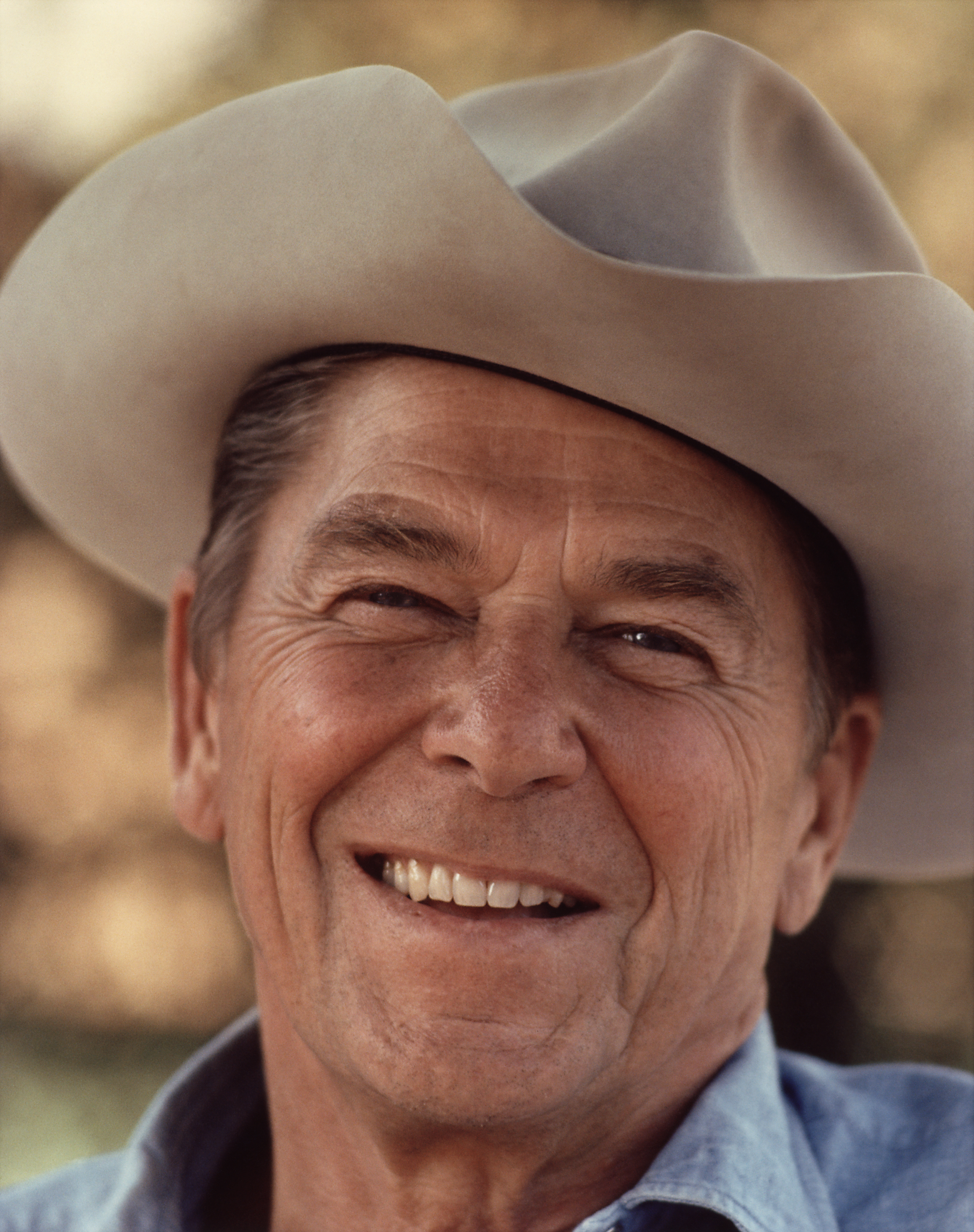
Ronald Reagan en 1976 dans sa résidence de Rancho del Cielo.

Depuis la fin de la présidence de Reagan en 1989, son héritage est la source d'intenses débats entre les historiens, les spécialistes et le grand public. Ses partisans pointent l'économie plus efficace et plus prospère qui a émergé des politiques de la Reaganomics, ses succès en politique étrangère dont la fin pacifique de la guerre froide et une restauration de la fierté et du moral américain. Les critiques répondent que les politiques économiques de Reagan ont entraîné d'importants déficits budgétaires, un accroissement des inégalités sociales et une hausse de la précarité et que la crédibilité américaine a été affaiblie à la suite de l'affaire Iran-Contra. Malgré les débats, Ronald Reagan est considéré comme l'un des présidents les plus populaires lors des sondages d'opinion.
Les opinions sur l'héritage de Reagan parmi les journalistes et personnalités politiques sont également variées. Edwin Feulner (en), président de l'Heritage Foundation, déclara que Reagan « a aidé à créer un monde plus sûr et plus libre ». Il affirme également de ses politiques économiques qu'« il a trouvé une Amérique en plein malaise et qu'il a permis à ses citoyens de croire à nouveau en l'avenir ». Cependant, Mark Weisbrot, codirecteur du Center for Economic and Policy Research répliqua que les « politiques économiques [de Reagan] étaient essentiellement un échec », tandis qu'Howard Kurtz du Washington Post est d'avis que Ronald Reagan « était un personnage bien plus controversé en son temps que ce que ne peuvent suggérer les nécrologies généralement dithyrambiques de la télévision ». Sa politique étrangère fut contestée, notamment sa politique de Constructive engagement envers l'Afrique du Sud de l'apartheid. Le Comprehensive Anti-Apartheid Act, imposant l'arrêt des investissements en Afrique du Sud, un embargo sur l'importation de plusieurs produits et la limitation des exportations, fut voté par le Congrès en dépit du veto apposé par Reagan.
De nombreux spécialistes conservateurs et libéraux s'accordent néanmoins pour dire que Ronald Reagan a été le président le plus influent depuis Franklin D. Roosevelt et qu'il a laissé sa marque sur les politiques, la diplomatie, la culture et l'économie américaine. Depuis qu'il a quitté la présidence, les historiens sont arrivés à un consensus, résumé par l'historien britannique M. J. Heale, selon lequel Reagan a réhabilité le conservatisme, a tourné le pays vers la droite, a pratiqué un conservatisme très pragmatique qui équilibrait l'idéologie et les contraintes politiques, a ravivé la foi dans la présidence et le respect des Américains pour eux-mêmes et a contribué à la victoire dans la guerre froide.

### Guerre froide
La guerre froide avait dominé la diplomatie mondiale durant plus de quatre décennies mais l'opposition entre les deux superpuissances s'était dramatiquement affaiblie à la fin de la présidence de Reagan. L'importance du rôle de Reagan dans la fin de la guerre froide a suscité un débat controversé et opiniâtre,,. Que Reagan ait joué un rôle dans la chute de l'Union soviétique est un fait collectivement accepté mais beaucoup considèrent que les politiques de défense de Reagan, sa rhétorique agressive contre l'URSS et le communisme et les sommets avec Gorbatchev ont joué un rôle significatif dans la fin de la guerre froide,.

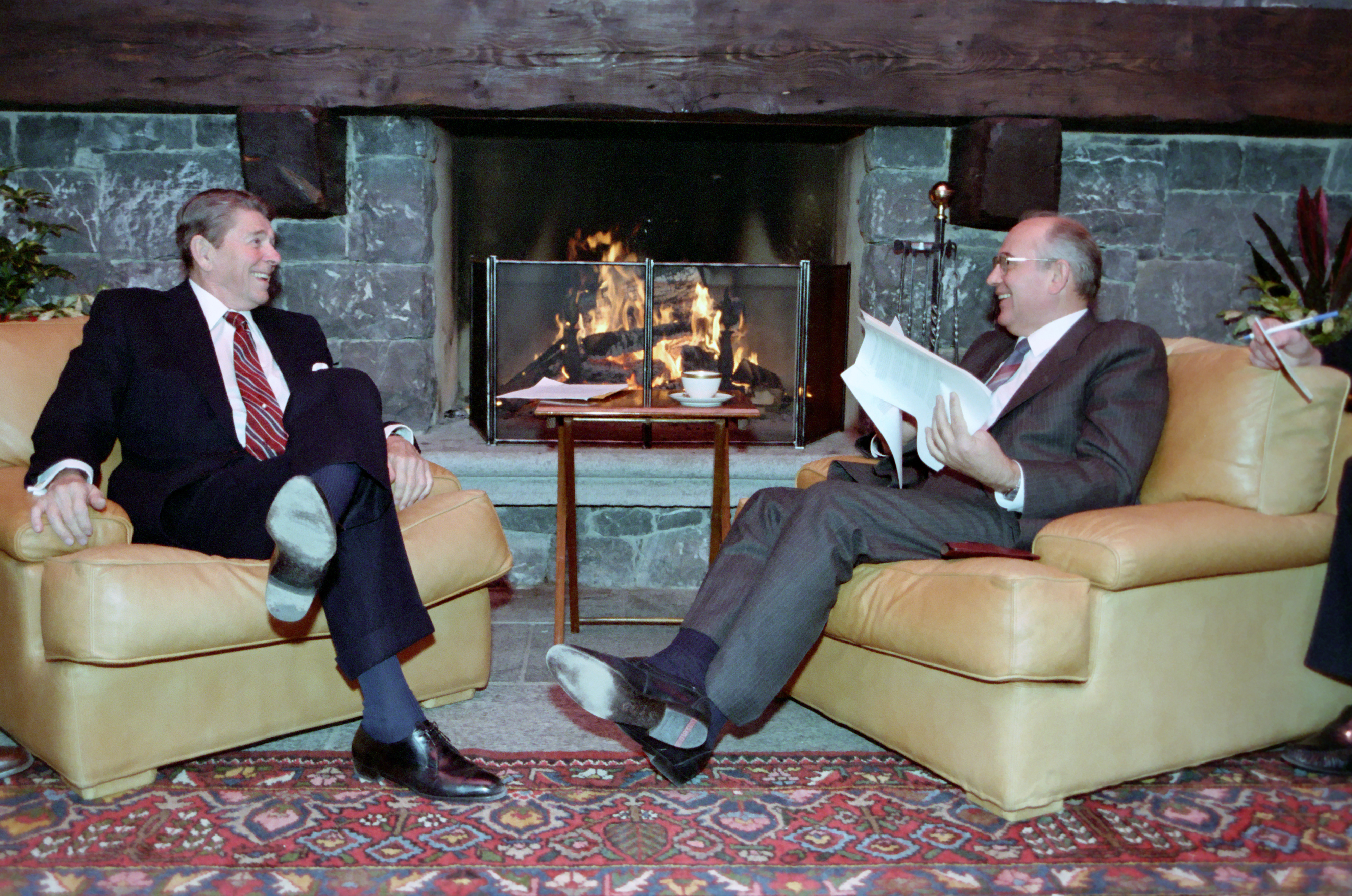
Le président Ronald Reagan (gauche) et le secrétaire général Mikhail Gorbatchev se rencontrent en 1985.

Il était convaincu que l'Union soviétique pouvait être battue et qu'il n'était pas nécessaire de négocier avec elle, une conviction qui fut justifiée par Gennadi Gerasimov, porte-parole du ministère des Affaires étrangères soviétique sous Gorbatchev, qui déclara que l'IDS était un « chantage très réussi… L'économie soviétique ne pouvait supporter une telle compétition ». La rhétorique dure de Reagan vers la nation eut des effets mitigés ; Jeffery W. Knopf observe que le fait d'être qualifié de « démon » ne faisait probablement aucun effet aux Soviétiques mais il encouragea les citoyens d'Europe de l'Est à s'opposer au communisme. D'autres avancent néanmoins que les faiblesses internes du communisme étaient si grandes que l'Union soviétique se serait effondrée quelle que soit la personne dans le Bureau ovale. La politique d'endiguement du président Harry Truman est également considérée comme l'une des causes de la chute de l'URSS et la guerre en Afghanistan a certainement miné le système soviétique de l'intérieur.
Gorbatchev déclara à propos du rôle de son ancien rival dans la guerre froide : « [Il était] un homme qui joua un rôle capital dans la fin de la guerre froide » et le considère comme « un grand président ». Gorbatchev ne reconnaît ni vainqueur ni vaincu dans la guerre mais plutôt une fin pacifique ; il déclara qu'il n'avait pas été intimidé par la rhétorique agressive de Reagan. Cela s'est vérifié une fois. En septembre et octobre 1986, lorsque le Président américain montra ses muscles en engageant une vaste campagne contre l'espionnage soviétique aux Nations-Unies et aux Etats-Unis même et la nécessité d'arrêter et d'expulser massivement des ressortissants soviétiques, Gorbatchev réagit du tact au tac. Le FBI ayant arrêté un savant soviétique pris sur le fait en train d'espionner Zakharov, le KGB fait aussitôt arrêter un journaliste américain, Danilov, qu'il accusa d'espionner pour le compte de l'émigration russe aux Etats-Unis. Reagan devra entreprendre une négociation inattendue à armes égales avec l'URSS pour faire libérer Danilov, lui qui affirmait que ce n'était pas un espion. 
Margaret Thatcher, l'ancienne Première ministre britannique, déclara de Reagan, qu'« il avertit que l'Union soviétique avait une envie insatiable de puissance militaire… mais il sentit également qu'elle était rongée par son incapacité à se réformer ». Elle déclara ultérieurement que « Ronald Reagan, plus que tout autre dirigeant, peut revendiquer d'avoir gagné la guerre froide pour la liberté et il le fit sans tirer un seul coup de feu ». Selon Brian Mulroney, ancien Premier ministre du Canada, « il entra dans l'histoire comme un joueur puissant et spectaculaire [de la guerre froide] ». L'ancien président de la Pologne Lech Wałęsa reconnut quant à lui que « Reagan était l'un des dirigeants qui contribua largement à l'effondrement du communisme ».
La guerre froide toucha également le cinéma, avec une forte production patriotique anti-soviétique (Firefox, Rambo 2, Top Gun, L'Aube rouge, Commando…), l'ancien acteur y faisant parfois référence dans des interviews,,,.

### Héritage politique
Ronald Reagan remodela le Parti républicain, mena à la naissance du mouvement conservateur moderne et modifia la dynamique politique aux États-Unis. Plus de personnes votèrent pour les républicains sous Reagan et ce dernier perça parmi les électeurs religieux. Les soi-disant « Reagan Democrats » furent un résultat de sa présidence.
Après la fin de son mandat, Reagan devint une icône au sein du Parti républicain. Ses politiques et ses croyances ont été fréquemment invoquées par les candidats républicains à la présidence depuis 1989. Les primaires républicaines de 2008 ne firent pas exception car les candidats tentaient de s'assimiler à lui et employèrent même ses stratégies de campagne. John McCain avança fréquemment qu'il était arrivé à son poste en tant que « fantassin de la Révolution Reagan ». Finalement, la célèbre déclaration de Reagan selon laquelle le « gouvernement n'est pas la solution à nos problèmes, le gouvernement est le problème » est devenu le slogan non officiel des commentateurs conservateurs comme Glenn Beck et Rush Limbaugh de même que celui du Tea Party. Donald Trump, qui s’est inspiré de Ronald Reagan en faisant de Make America Great Again son slogan de campagne en 2016, est parfois comparé à Ronald Reagan,,.

### Image politique et culturelle
Selon l'éditorialiste Chuck Raasch, « Reagan transforma la présidence américaine d'une manière que peu d'autres ont pu faire. Il redessina l'agenda politique de la période, défendit une baisse de la fiscalité, une politique économique conservatrice et un renforcement de la puissance militaire. Son rôle dans la guerre froide améliora encore son image de dirigeant différent, ». Son « style bienveillant, optimiste et son comportement de personne ordinaire » lui a aussi permis de transformer le « dénigrement du gouvernement en une forme d'art ».
| Date            | Événement                | Approbation (%) | Désapprobation (%) |
| --------------- | ------------------------ | --------------- | ------------------ |
| 30 mars 1981    | Tentative d'assassinat   | 73              | 19                 |
| 22 janvier 1983 | Taux de chômage élevé    | 42              | 54                 |
| 26 avril 1986   | Bombardement de la Libye | 70              | 26                 |
| 26 février 1987 | Affaire Iran-Contra      | 44              | 51                 |
| 20 janvier 1989 | Fin de la présidence     | 64              |                    |
| n/a             | Moyenne                  | 57              | 39                 |
| 30 juillet 2001 | (rétrospectivement)      | 64              | 27                 |

En tant que président en exercice, Reagan n'eut pas les plus hauts niveaux d'approbation, mais sa popularité s'est accrue depuis 1989. Les sondages de Gallup auprès de journalistes en 2001 et 2007 le placèrent en première et en deuxième place en ce qui concerne les plus grands présidents de l'histoire, troisième dans les présidents de l'après-guerre dans un sondage de Rasmussen de 2007, cinquième dans une étude d'ABC en 2000, neuvième dans un autre sondage Rasmussen en 2009 et huitième dans un sondage du journal britannique The Times de 2008,,. Dans une étude du Siena College auprès de plus de 200 historiens, Reagan arriva cependant en seizième place sur 42,. L'étude annuelle des présidents de C-Span de 2009 plaça Reagan comme le dixième plus grand président de l'histoire américaine. Une étude historique de 2000 le plaçait en onzième.
La capacité de Reagan de s'entendre avec le peuple américain lui valut le surnom élogieux du « Grand Communicateur ». De cela, Reagan commenta, « j'ai gagné le surnom de grand communicateur. Mais je n'ai jamais pensé que c'était mon style qui faisait la différence, c'était le contenu. Je n'étais pas un grand communicateur mais j'ai communiqué de grandes choses ». Son âge et sa voix douce lui ont donné selon les analystes une image positive de grand-père amical,,.
Reagan gagna également le surnom de « Président Téflon » lié au fait que l'opinion publique avait l'impression que son image n'était jamais ternie par les scandales qui éclaboussèrent son administration. Selon la congressiste démocrate Patricia Schroeder, qui inventa l'expression, et le journaliste Howard Kurtz, l'épithète fait référence à la capacité de Reagan à « faire presque toutes les mauvaises choses et à ne pas avoir à en subir les conséquences, ».
Les réactions publiques envers Reagan ont toujours été mitigées ; le vieux président était soutenu par les jeunes électeurs et il commença une alliance qui en poussa beaucoup vers le Parti républicain. Reagan était peu soutenu par les minorités et en particulier les Afro-Américains qui lui reprochaient son opposition aux politiques de discrimination positive. Son soutien à Israël tout au long de sa présidence lui valut le soutien de nombreux Juifs américains et il devint le premier républicain à remporter à majorité le vote juif. Il mit l'accent sur les valeurs familiales dans sa campagne et durant sa présidence même s'il était le premier président à avoir divorcé. La combinaison des qualités d'orateur de Reagan, son patriotisme effréné, ses capacités de négociation, de même que son usage habile des médias jouèrent un rôle important dans la définition des années 1980 et dans son futur héritage.
Reagan était connu pour son goût pour la plaisanterie, pour l'humour qu'il déploya durant sa présidence et était célèbre pour ses qualités de conteur. Ses nombreuses plaisanteries et ses bons mots — dits There you go again — ont été qualifiés de « blagues classiques » et « légendaires ». L'une de ses plaisanteries les plus connues concernait la guerre froide : lors d'un test de son, avant son allocution hebdomadaire en août 1984, Reagan affirma pour vérifier le micro : « Mes chers compatriotes, j'ai le plaisir de vous annoncer que j'ai aujourd'hui signé une loi qui va interdire la Russie à tout jamais. Nous commençons à bombarder dans cinq minutes (en) ». Son ancien assistant David Gergen commenta : « C'était cet humour qui, je pense, a permis aux gens de s'attacher à Reagan ».

#### Dans la culture populaire
Le braqueur autrichien Johann Kastenberger effectuait ses braquages avec un masque à l'effigie de Ronald Reagan.
En 2003, il est interprété par James Brolin dans le téléfilm à charge The Reagans (en), qui suscita la polémique auprès des conservateurs. En 2009, il est interprété par Fred Ward pour L'Affaire Farewell, un film narrant l'espionnage de l'URSS par Vladimir Vetrov ; le long-métrage met l'accent sur un président décontracté, décryptant les relations internationales à partir de L'Homme qui tua Liberty Valance,. En 2013, il est interprété par Alan Rickman dans le film Le Majordome de Lee Daniels. En 2016, un projet, inabouti, suscita la controverse, le sujet étant une satire politique où Will Ferrell incarne Reagan souffrant gravement d'Alzheimer, croyant que sa présidence n'est qu'un rôle pour un film. Un biopic, Reagan est prévu pour 2021, Dennis Quaid incarne le président.
Les films Retour vers le futur et Watchmen : Les Gardiens, uchroniques, font des références à Reagan, notamment sur l'incongruité que l'acteur de série B soit président des États-Unis.
Il apparaît dans le trailer du jeu vidéo Call of Duty: Black Ops Cold War (2020).

### Hommages
Reagan reçut de nombreuses distinctions lors de sa présidence et après. À la suite de son élection en tant que président, Reagan reçut le prix Sylvanus Thayer de l'académie militaire de West Point.
En 1989, Reagan fut fait chevalier grand-croix d'honneur de l'ordre du Bain, l'une des plus hautes distinctions britanniques (cela lui donnait le droit d'utiliser les lettres « GCB » à la fin de son nom mais n'étant pas citoyen d'un royaume du Commonwealth, il ne pouvait pas être appelé Sir Ronald Reagan) ; George H. W. Bush est le seul autre président américain à avoir eu cet honneur. Reagan a également été fait membre honoraire du Keble College d'Oxford. Le Japon lui a accordé le grand cordon de l'ordre du Chrysanthème en 1989 également ; il était le second président américain à recevoir cet ordre et le premier pour des raisons personnelles (Dwight D. Eisenhower l'avait reçu en honneur des relations entre les deux pays).
Le 18 janvier 1993, l'ancien vice-président de Reagan et président en exercice George H. W. Bush lui accorda la médaille présidentielle de la Liberté, la plus haute distinction pouvant être accordée par le président des États-Unis. Il reçut également la médaille républicaine sénatoriale de la Liberté, le plus grand honneur à être décerné par les membres républicains du Sénat.
Le jour de son 87e anniversaire en 1998, l'aéroport national de Washington fut renommé Aéroport national Ronald-Reagan par un décret signé par le président Bill Clinton. La même année, le Ronald Reagan Building fut inauguré à Washington D.C.. En 2001, l'USS Ronald Reagan fut baptisé par Nancy Reagan et l'United States Navy. Il est l'un des rares navires à avoir été nommé en l'honneur d'une personne vivante et le premier porte-avion nommé d'après un ancien président encore en vie.
Le Congrès autorisa la création du Ronald Reagan Boyhood Home National Historic Site à Dixon dans l'Illinois en 2002 en attente de l'achat des terrains par le gouvernement fédéral. Le 16 mai 2002, Nancy Reagan accepta la médaille d'or du Congrès, la plus haute distinction pouvant être décernée par le Congrès.
À la suite de la mort de Reagan, le United States Postal Service délivra un timbre commémoratif en 2005. Plus tard dans l'année, CNN, ainsi que les éditeurs du magazine Time, le nommèrent la « personne la plus fascinante » des 25 premières années du média. Time plaça également Reagan à la première place des 100 personnes les plus influentes du XXe siècle, bien que cela fut critiqué. Discovery Channel demanda à ses téléspectateurs de voter pour le plus grand américain dans un sondage non officiel le 26 juin 2005 et Reagan arriva en tête.
En 2006, Reagan entra dans le California Hall of Fame du California Museum. Chaque année depuis 2002, les gouverneurs de Californie Gray Davis et Arnold Schwarzenegger ont proclamé le 6 février « Ronald Reagan Day » dans l'État de Californie en l'honneur de leur prédécesseur. En 2010, Schwarzenegger signa une loi faisant de chaque 6 février, le « Ronald Reagan Day » en Californie.
En 2007, le président polonais Lech Kaczyński conféra de manière posthume à Reagan la plus haute distinction polonaise, l'ordre de l'Aigle blanc en déclarant que Reagan avait inspiré le peuple polonais pour le travail de changement et aida à renverser le régime communiste répressif ; Kaczyński déclara que cela « n'aurait pas été possible sans la ténacité, la détermination et le sentiment de mission du président Ronald Reagan ». Reagan soutint la nation polonaise tout au long de sa présidence et soutint le mouvement anti-communiste Solidarność avec le pape Jean-Paul II.
Le 3 juin 2009, Nancy Reagan dévoila une statue de son défunt époux dans la rotonde du Capitole des États-Unis. La statue représente l'État de Californie dans la National Statuary Hall Collection. À la suite de la mort de Reagan, les partis politiques américains s'accordèrent pour ériger une statue de Reagan à la place de celle de Thomas Starr King. La veille, le président Obama signa le Ronald Reagan Centennial Commission Act, établissant une commission pour planifier les activités visant à célébrer le centenaire de la naissance de Reagan.
Le Jour de l'Indépendance de 2011 vit le dévoilement d'une autre statue de Reagan cette fois à Londres à l'extérieur de l'ambassade américaine à Grosvenor Square. Le dévoilement devait se faire en présence de Nancy Reagan mais elle n'y participa pas ; l'ancienne secrétaire d'État Condoleezza Rice la remplaça et lut une déclaration pour son compte. L'ancienne Premier ministre britannique durant la présidence de Reagan, Margaret Thatcher, n'assista pas non plus à la cérémonie du fait d'une santé fragile.
Il est décoré du Clare Boothe Luce Award (en) par la Heritage Foundation.

## Critiques

### Noam Chomsky et Edward Herman
Dans les années 1980, Ronald Reagan et son administration sont accusés par les auteurs Noam Chomsky et Edward Herman de financer et de soutenir par tous les moyens les dictatures militaires du Salvador, du Guatemala, du Honduras, du Chili, de l'Indonésie, de l'Uruguay, ou de la Turquie (ainsi que des gouvernements ouvertement élus après des fraudes électorales massives, comme au Mexique en 1988) malgré leurs nombreuses atteintes aux droits de l'homme à la démocratie ; et de financer dans le même temps les insurrections telles que les contras contre le gouvernement démocratique sandiniste au Nicaragua.
En 1984, des élections ont lieu au Nicaragua. Le soir de l'annonce du résultat des élections, qui confirment avec une large victoire le gouvernement sandiniste, l'administration Reagan affirme qu'un cargo transportant des avions de chasse de type MiG se dirige illégalement vers le Nicaragua, ce qui déclenche une polémique diplomatique et médiatique internationale. L'URSS envoyait en réalité de nouveaux hélicoptères qui permettaient de renforcer l'arsenal défensif des Sandinistes, contre les attaques de Contras. Une fois la supercherie révélée, le gouvernement prétexta une erreur technique d'un satellite de reconnaissance américain. Pour Chomsky et Herman, l'administration Reagan, après avoir tout fait pour discréditer le processus démocratique des élections nicaraguayennes, a lancé une opération de contre-feu médiatique visant à détourner l'attention de la nette victoire des sandinistes.
Herman et Chomsky dénoncent également à plusieurs reprises les dérives sémantiques du gouvernement des États-Unis sous Ronald Reagan, pour qui le sens des mots (notamment ceux d'« intérêt général » et de « démocratie ») varierait en fonction de ses intérêts. Les auteurs parlent alors de « doctrine des deux poids, deux mesures », ou encore de « novlangue orwellienne ».

### Autres critiques
Un article de The Atlantic paru en décembre 1981 cite les propos de David Stockman (en), alors secrétaire au Trésor de Ronald Reagan, à propos de la théorie du ruissellement, qui est à la base du programme économique de ce dernier : « On a décidé que pour rendre cela politiquement acceptable, il allait falloir réduire toutes les tranches. Kemp Roth [la recommandation d'une baisse générale des impôts de 30 %] a toujours été un cheval de Troie destiné à permettre de baisser le taux le plus élevé ». Serge Halimi, directeur du Monde diplomatique, relève ironiquement dans son essai politique Le Grand Bond en arrière (2004) que « les néo-libéraux répétaient, après John Kennedy, qu'une « marée montante soulève tous les bateaux ». Mais c'est davantage aux yachts qu'aux barques de pêche qu'ils destinaient la montée des flots ». D'après Serge Halimi, ces confessions de David Stockman faillirent lui coûter son poste au gouvernement, et mirent un terme à sa carrière politique.

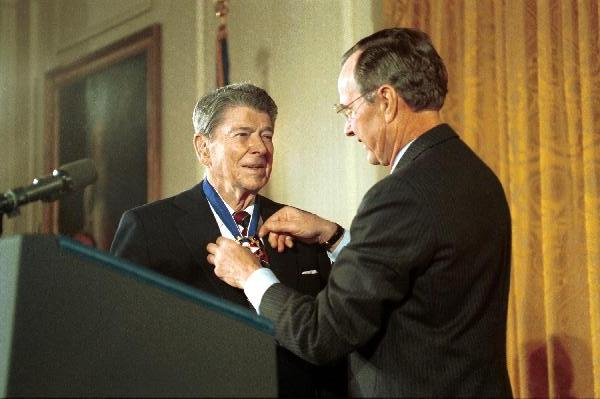
L'ancien président Ronald Reagan retourne à la Maison-Blanche pour recevoir la médaille présidentielle de la Liberté des mains du président George H. W. Bush en 1993.

Le journaliste et polémiste Christopher Hitchens critiqua souvent Reagan dans ses articles et fit une nécrologie à charge.

## Décorations

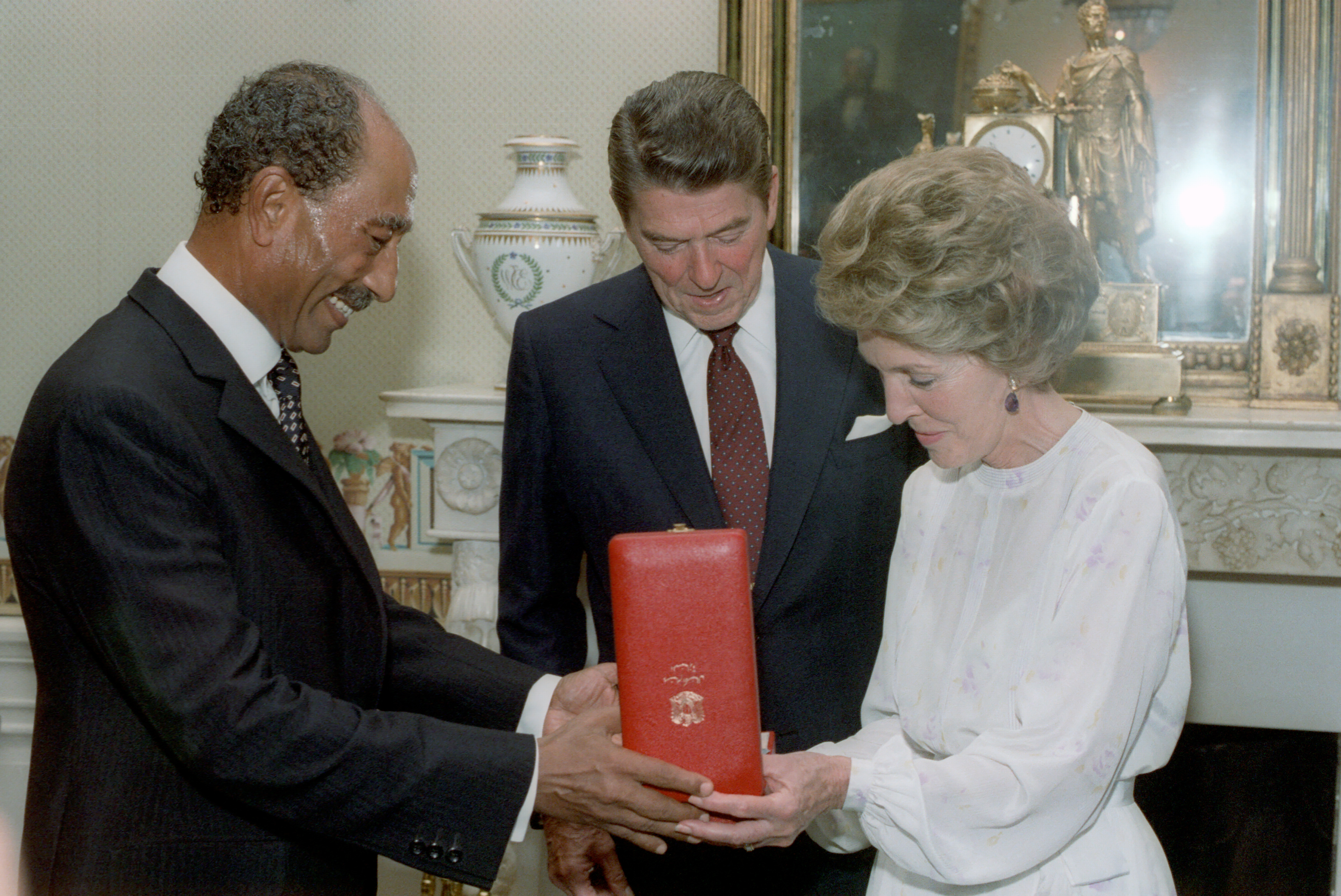
Le président égyptien Anouar el-Sadate présentant les insignes du collier de l'ordre du Nil au président américain Ronald Reagan (8 mai 1981).

### Décorations américaines
- Médaille présidentielle de la Liberté, 1re classe
- Ellis Island Medal of Honor (en)
- American Campaign Medal
- World War II Victory Medal
- Faisan d'or

### Décorations étrangères
- Grand-croix de l’ordre du Mérite de la République fédérale d'Allemagne

- Collier de l'ordre du Nil (Égypte)
- Grand cordon de l'ordre du Chrysanthème (Japon)
- Grand-croix pro Merito Melitensi de l'ordre souverain de Malte.
- Grand-croix de l'ordre du Mérite (Pologne)
- Chevalier de l'ordre de l'Aigle blanc (Pologne)
- Chevalier grand-croix honoraire de l'ordre du Bain (Royaume-Uni)
- Collier de l'ordre du Lion blanc (Tchéquie)

## Filmographie

### Cinéma
| Année | Titre                                              | Rôle                                          |
| ----- | -------------------------------------------------- | --------------------------------------------- |
| 1937  | Meurtre à la radio                                 | Andy McCaine                                  |
| 1937  | Hollywood Hotel                                    | Présentateur radio (non crédité)              |
| 1938  | Sergeant Murphy                                    | Private Dennis Reilley                        |
| 1938  | Swing Your Lady                                    | Jack Miller                                   |
| 1938  | Accidents Will Happen                              | Eric Gregg                                    |
| 1938  | Joyeux Compères                                    | Pat Dunn                                      |
| 1938  | Le Mystérieux Docteur Clitterhouse                 | Présentateur radio (non crédité)              |
| 1938  | Le Vantard                                         | Présentateur radio                            |
| 1938  | Girls on Probation (en)                            | Neil Dillon                                   |
| 1938  | Les Cadets de Virginie (Brother Rat)               | Dan Crawford                                  |
| 1938  | Le Cavalier errant (Going Places)                  | Jack Withering                                |
| 1939  | Service secret de l'air                            | Lieutenant "Brass" Bancroft                   |
| 1939  | Victoire sur la nuit                               | Alec Hamm                                     |
| 1939  | Naughty but Nice                                   | Ed "Eddie" Clark                              |
| 1939  | Hell's Kitchen                                     | Jim Donohue                                   |
| 1939  | The Angels Wash Their Faces                        | Deputy District Attorney Patrick "Pat" Remson |
| 1939  | Smashing the Money Ring                            | Lieutenant "Brass" Bancroft                   |
| 1939  | Sword Fishing                                      | Narrateurr                                    |
| 1940  | Brother Rat and a Baby                             | Dan Crawford                                  |
| 1940  | An Angel from Texas                                | Marty Allen                                   |
| 1940  | Murder in the Air                                  | Lieutenant "Brass" Bancroft                   |
| 1940  | Knute Rockne, All American                         | George "The Gipper" Gipp                      |
| 1940  | Tugboat Annie Sails Again                          | Eddie Kent                                    |
| 1940  | Alice in Movieland                                 | Guest at Carlo's (non crédité)                |
| 1940  | La Piste de Santa Fe                               | George Armstrong Custer                       |
| 1941  | The Bad Man                                        | Gilbert "Gil" Jones                           |
| 1941  | Million Dollar Baby                                | Peter "Pete" Rowan                            |
| 1941  | International Squadron                             | Jimmy Grant                                   |
| 1941  | Nine Lives Are Not Enough                          | Matt Saywer                                   |
| 1942  | Crimes sans châtiment                              | Drake McHugh                                  |
| 1942  | Danseuse de cabaret                                | Steve Talbot                                  |
| 1942  | Mister Gardenia Jones                              | Gardenia Jones                                |
| 1942  | Sabotage à Berlin                                  | Johnny Hammond                                |
| 1942  | Beyond the Line of Duty (en)                       | Narrateur                                     |
| 1943  | Cadet Classification                               | Narrateur                                     |
| 1943  | The Rear Gunner                                    | Lieutenant Ames                               |
| 1943  | This Is the Army                                   | Jerry Jones                                   |
| 1945  | Target Tokyo                                       | Narrateur,                                    |
| 1947  | Stallion Road                                      | Larry Hanrahan                                |
| 1947  | Scandale en Floride                                | Tom Bates                                     |
| 1947  | L'Aventure à deux (The Voice of the Turtle)        | Sergeant Bill Page                            |
| 1949  | John Loves Mary                                    | John Lawrence                                 |
| 1949  | Night Unto Night                                   | John Galen                                    |
| 1949  | Vénus devant ses juges (The Girl from Jones Beach) | Bob Randolph                                  |
| 1949  | Le Dernier Voyage                                  | Yank                                          |
| 1950  | Louisa                                             | Harold "Hal" Norton                           |
| 1951  | The Big Truth                                      | Narrator/Host                                 |
| 1951  | Storm Warning                                      | Burt Rainey                                   |
| 1951  | The Last Outpost                                   | Captain Vance Britten                         |
| 1951  | Bedtime for Bonzo                                  | Professor Peter Boyd                          |
| 1952  | Hong Kong                                          | Jeff Williams                                 |
| 1952  | The Winning Team                                   | Grover Cleveland Alexander                    |
| 1952  | La Collégienne en folie                            | Professeur John Palmer                        |
| 1953  | Tropic Zone                                        | Dan McCloud                                   |
| 1953  | Quand la poudre parle                              | Frame Johnson                                 |
| 1954  | Prisoner of War                                    | Webb Sloane                                   |
| 1954  | La Reine de la prairie                             | Farrell                                       |
| 1955  | Le Bagarreur du Tennessee                          | Cowpoke                                       |
| 1957  | Hellcats of the Navy                               | Commander Casey Abbott                        |
| 1961  | Les Blouses blanches                               | Narrateur                                     |
| 1963  | Heritage of Splendor                               | Narrateur                                     |
| 1964  | À bout portant                                     | Jack Browning                                 |

### Télévision
| Année(s)  | Titre                              | Rôle                           | Épisode                      |
| --------- | ---------------------------------- | ------------------------------ | ---------------------------- |
| 1950      | Nash Airflyte Theatre              | Tommy Blunt                    | The Case of the Missing Lady |
| 1952      | Hollywood Opening Night            |                                | The Priceless Gift           |
| 1953      | Medallion Theatre                  |                                | A Job for Jimmy Valentine    |
| 1953      | The Revlon Mirror Theater          |                                | Next Stop: Bethlehem         |
| 1953-1954 | Lux Video Theatre (en)             | Merle Fisher                   | A Place in the Sun           |
|           |                                    | Merle Fisher                   | Message in a Bottle          |
| 1953-1954 | Schlitz Playhouse of Stars         |                                | The Edge of Battle           |
|           |                                    |                                | The Jungle Trap              |
|           |                                    |                                | The Doctor Comes Home        |
| 1953-1954 | The Ford Television Theatre (en)   | Lieutenant Commander Masterson | Beneath These Waters         |
|           |                                    | Steve Wentworth                | And Suddenly, You Knew       |
|           |                                    |                                | The First Born               |
| 1954-1962 | General Electric Theater           | Présentateur                   | Joua dans 35 téléfilms       |
| 1956      | General Electric Summer Originals  |                                | Jungle Trap                  |
| 1960      | The DuPont Show with June Allyson  | Alan Royce                     | The Way Home                 |
| 1960      | Startime                           | Présentateur                   | The Swingin' Singin' Years   |
| 1961      | Zane Grey Theater (The Westerners) | Major Will Sinclair            | The Long Shadow              |
| 1961-1963 | The Dick Powell Show (en)          | Invité et présentateur         | The Last of the Private Eyes |
|           |                                    | Rex Kent                       | Who Killed Julie Greer?      |
| 1963      | La Grande Caravane                 | Captain Paul Winters           | The Fort Pierce Story        |
| 1964      | Haute Tension                      | Judge Howard R. Stimming       | A Cruel and Unusual Night    |
| 1964-1965 | Les Aventuriers du Far West        | Présentateur                   | Joua dans huit épisodes      |

## Dans les arts et la culture populaire

### Filmographie

#### Cinéma
- 1986 : Je hais les acteurs de Gérard Krawczyk, interprété par André Avantin, avec la voix de Jacques Deschamps en VF
- 1989 : Retour vers le futur 2 de Robert Zemeckis, joué par Jay Koch
- 2009 : L'Affaire Farewell de Christian Carion, interprété par Fred Ward
- 2013 : 
  - Batman: The Dark Knight Returns réalisé par Jay Oliva, interprété par Jim Meskimen
  - Le Majordome de Lee Daniels, interprété par Alan Rickman
- 2024 : Reagan de Sean McNamara, incarné par Dennis Quaid (adulte) et David Henrie (adolescent)

#### Télévision

##### Documentaire
- 2011 : Reagan d'Eugene Jarecki

##### Emission
- 1975 : Saturday Night Live, où il est régulièrement parodié.
- 1982 : Le Bébête Show, acteur non crédité.

##### Série
- 1989 : Les Simpson, joué par Hank Azaria.
- 1994 : Profession : critique d'Al Jean et Mike Reiss, acteur non crédité.
- 1999 : Les Griffin, joué par Jim Meskimen.
- 2005 : The Boondocks, il est régulièrement cité.
- 2015 : Fargo deux épisodes de la saison 2, interprété par Bruce Campbell
- 2020 : The Reagans de Matt Tyrnauer, lui-même images d'archives
- 2024 : Whiskey on the Rocks de Henrik Jansson-Schweizer, joué par Mark Noble

##### Téléfilm
- 2001 : The Day Reagan Was Shot (TV) de Cyrus Nowrasteh, interprété par Richard Crenna
- 2003 : The Reagans (TV) de Robert Allan Ackerman, interprété par James Brolin
- 2016 : Killing Reagan (TV) de Rod Lurie, interprété par Tim Matheson

### Littérature

#### Comic
- 1986 : The Dark Knight Returns de Frank Miller, Reagan joue un rôle important.

### Timbre
En 2005, le service postal des États-Unis a émis un timbre-poste commémoratif du président Ronald Reagan.

### Jeux vidéo
- 2020 : Call of Duty: Black Ops Cold War, joué par Jeff Bergman